# Reproducción de Agelaius phoeniceus
El tordo sargento (Agelaius phoeniceus) es un ave perteneciente a la familia de los ictéridos, dentro del orden de los paseriformes, que se reproduce en la mayor parte de América del Norte y algunas zonas de América Central tanto en humedales como en hábitats de tierras altas. Los machos llegan a las áreas de reproducción dos o tres semanas antes que las hembras para establecer sus territorios; luego ellas se asientan dentro de los mismos. Los machos arriban a los sitios reproductivos a mediados de marzo, y las hembras, a principios de abril. Las hembras de mayor edad llegan antes que las de un año. Los machos comienzan a delimitar sus dominios durante la primera semana de abril y empiezan a producir espermatozoides durante la segunda. En un estudio en el condado de Washtenaw (sudeste de Míchigan), se encontró que la diferencia temporal entre el establecimiento de los territorios por parte de los machos y la aparición de las hembras en dichas parcelas variaba en función del hábitat: al menos cuatro semanas en pasturas, de una a tres semanas en henares viejos, campos de cultivo en desuso y humedales y cero en henares nuevos.
Para el momento en que se producen las cópulas, disminuyen significativamente la cantidad de canciones y exhibiciones de los machos y el número de intrusiones a territorios ajenos. Antes del apareamiento diversos aspectos del territorialismo llegan a su punto máximo. Después de este, la frecuencia de muchas de las conductas territoriales decrece y los machos territoriales se ocupan principalmente de la defensa de las hembras, los huevos y los polluelos de la depredación.

## Temporada reproductiva

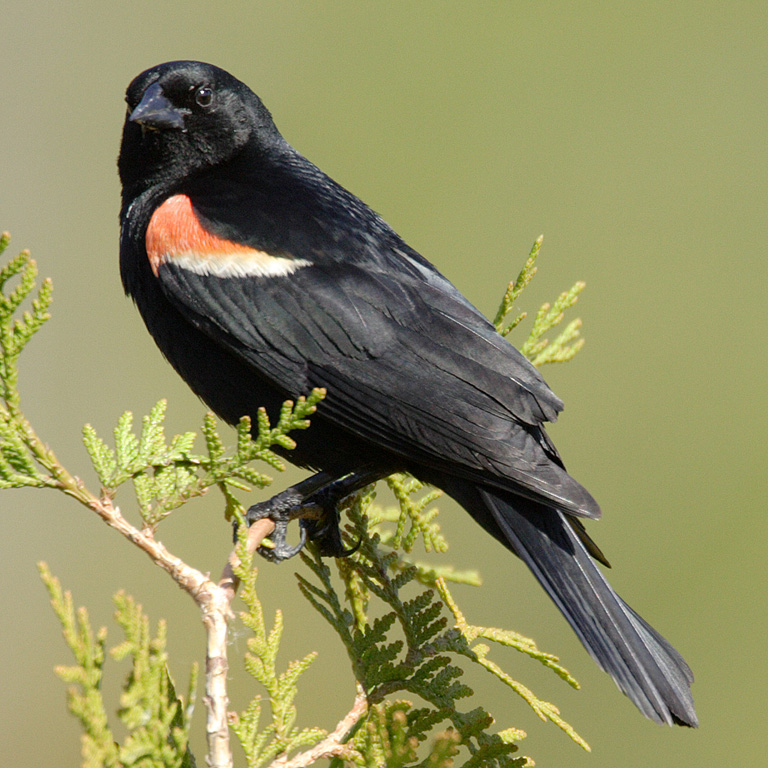
Los niveles de testosterona en los machos alcanzan su punto culminante en la primera parte de la temporada reproductiva.

La temporada reproductiva del tordo sargento se extiende aproximadamente desde fines de abril a fines de julio. Por otro lado, en diferentes estados se ha estimado que el período en el que los nidos activos contenían huevos se iniciaba entre comienzos y fines de abril y concluía entre comienzos y fines de agosto; y en el norte de Luisiana, se constató que los nidos albergaban polluelos desde fines de abril hasta fines de julio. La cúspide de la temporada de nidificación —el momento con mayor cantidad de nidos activos— ha sido registrada entre la primera mitad de mayo e inicios de junio en distintos lugares. Un estudio en el este de Ontario descubrió que aunque los tordos sargento empezaban a anidar más temprano en años con primaveras cálidas, asociadas a bajos valores invernales en el índice de oscilación del Atlántico Norte, las fechas de puesta de los huevos permanecían inalteradas. Los niveles de testosterona en los machos alcanzan su punto culminante en la primera parte de la época de reproducción, pero se mantienen altos a lo largo de la temporada.

## Filopatría

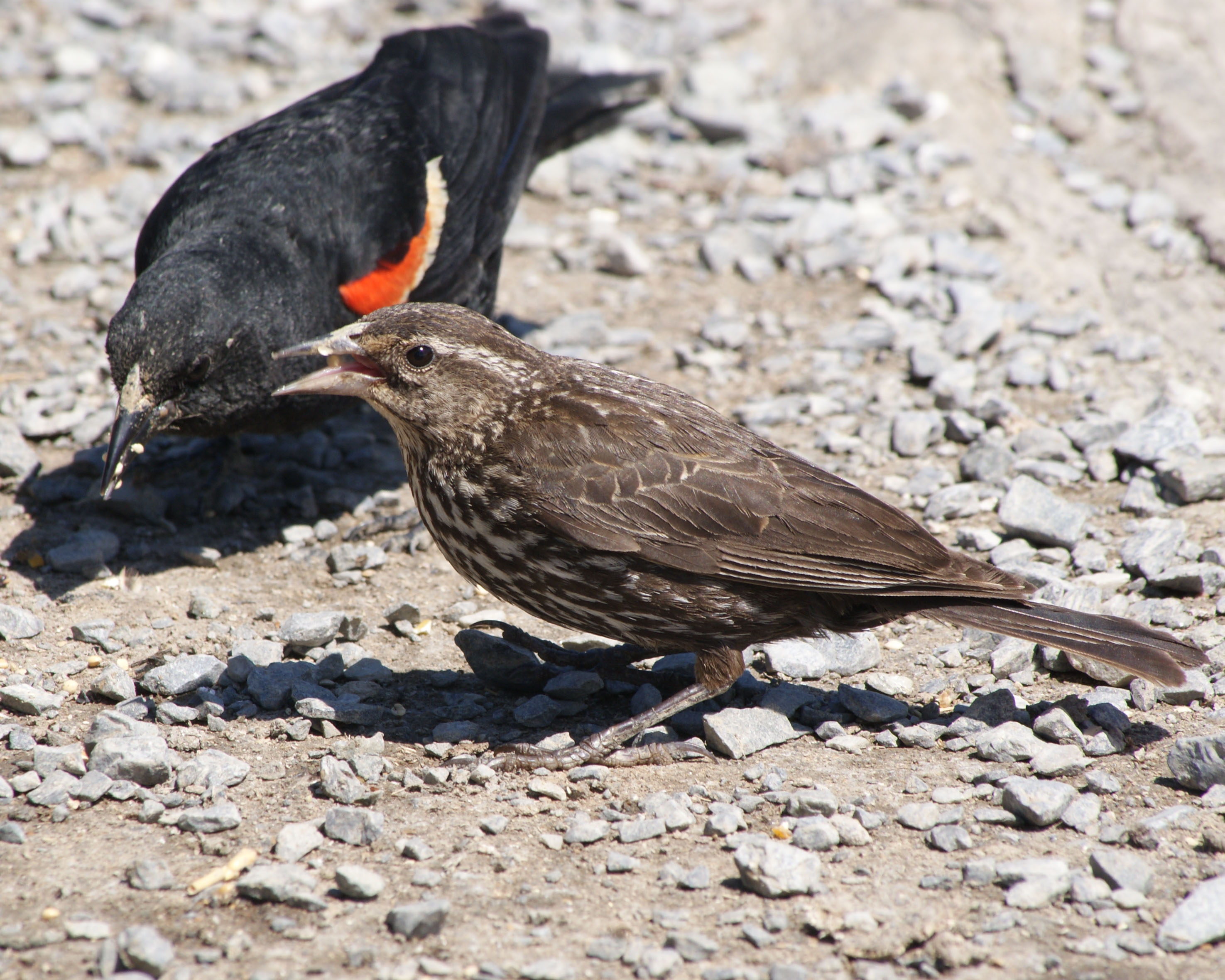
Tanto los machos como las hembras exhiben conductas filopátricas, pero este comportamiento es más notorio en los machos.

Se trata de una especie filopátrica, es decir, los individuos regresan a reproducirse a las mismas áreas año tras año. Algunos machos pueden volver a un determinado territorio hasta ocho o nueve temporadas. Los tordos sargento generalmente regresan a procrear a lugares dentro de un radio de 100 km de sus sitios natales. En el este de Ontario, en un período de seis años el 55,3% de los machos retornó al área de estudio en al menos una oportunidad; el 4,4% de esos machos cambió de pantano entre temporadas, el 14,7% cambió de parcela dentro del mismo pantano y el 80,9% volvió a establecerse en sus anteriores dominios. El 41,3% de las hembras se reprodujo dentro del área de estudio durante más de un año; el 75,7% de esas hembras anidó en el pantano que había ocupado la temporada precedente. Cuando las hembras tenían la oportunidad de nidificar en el territorio del mismo macho que el año previo —es decir, cuando tanto el macho como la hembra habían vuelto a determinado pantano—, el 58,7% de ellas lo hizo.
Las hembras pueden emparejarse con un macho dado por hasta al menos tres temporadas reproductivas. Sin embargo, las que regresan a los mismos pantanos parecen ser más fieles a áreas generales dentro de estos que a machos en particular. Su tendencia a anidar en las mismas áreas en años consecutivos repercute significativamente en el éxito de los machos para conseguir pareja, debido a que los nuevos machos territoriales «heredan» los harenes de los anteriores dueños de las parcelas; no obstante, otros estudios han argumentado que el cambio de compañeros entre distintas temporadas reproductivas se debía en gran parte justamente a los desplazamientos de las hembras, puesto que los machos vuelven a la misma área aproximada año tras año. El éxito reproductivo previo de una hembra afecta su subsecuente elección del sitio de nidificación. Se ha encontrado que las hembras filipátricas construyen sus nidos a una distancia que varía entre los 1,2 m y los 73,2 m del anterior sitio de anidación (19,8 m en promedio).

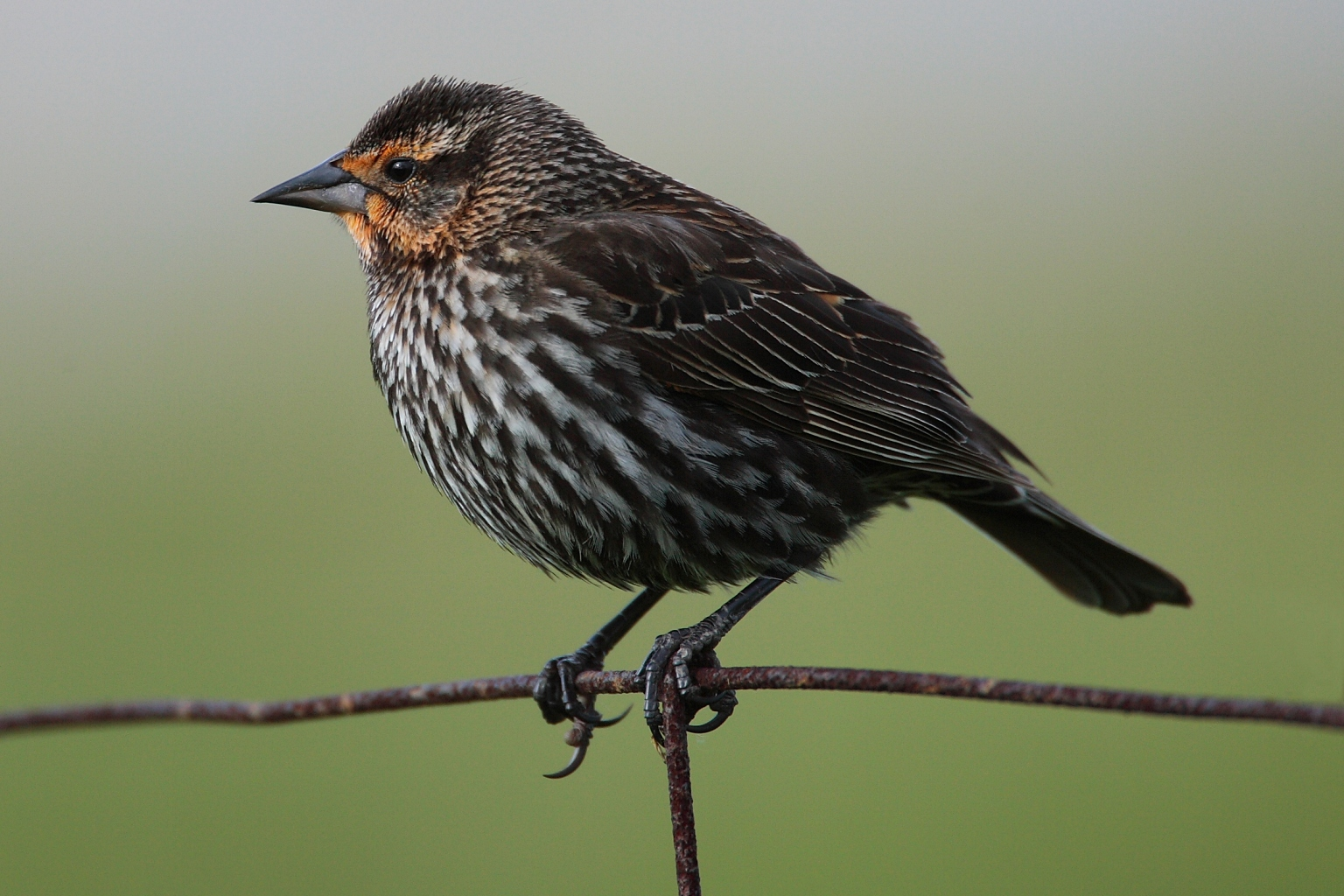
El éxito reproductivo previo de una hembra afecta su subsecuente elección del sitio de nidificación.

En otro estudio, alrededor del 70% de los machos que se reprodujeron en más de una temporada retuvo sus dominios originales, y la mayor parte del 30% de aquellos que cambiaron de territorio se estableció a menos de 200 m de su parcela original, a menudo en una adyacente. Este descubrimiento guarda coherencia con el hecho de que los machos están ausentes de sus dominios únicamente por lapsos breves y probablemente tengan información comparativa precisa solamente acerca de territorios cercanos sobre la cual basar sus decisiones. Los que se habían trasladado menos de 200 m tendían a incrementar su éxito reproductivo tras el desplazamiento, lo que respalda la hipótesis de que estos solo cambiarían de parcela voluntariamente si esperasen mejorar de manera significativa sus posibilidades de procrear. Por otro lado, los que se trasladaban grandes distancias no presentaban incrementos en su éxito reproductivo, de modo que dichos movimientos quizá hayan sido involuntarios. Los machos territoriales parecen monitorear las actividades reproductivas en territorios cercanos y desplazarse cuando perciben beneficios potenciales significativos y se presenta la oportunidad. La cantidad de información de la que disponen los individuos masculinos sobre sitios reproductivos presentes y alternativos y el tiempo y la oportunidad requeridos para recolectar esa información probablemente sean limitaciones de importancia que favorezcan la conservación de las parcelas en esta y otras especies territoriales.

## Territorialismo y emparejamiento

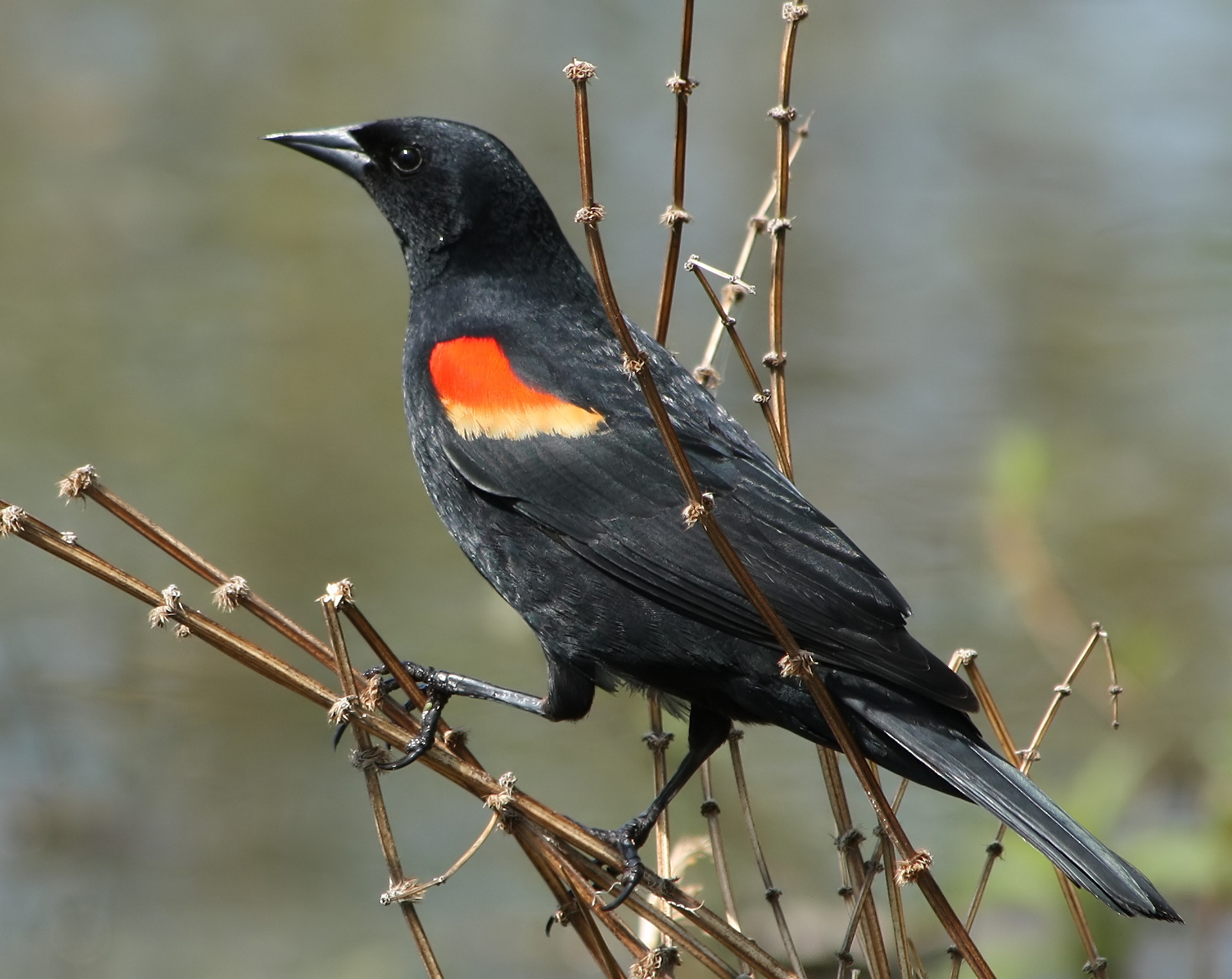
El establecimiento de un territorio durante la temporada reproductiva es clave para los machos.

El establecimiento de un territorio durante la temporada reproductiva es clave para los machos, pues aquellos que no consiguen uno son responsables de un bajo porcentaje de las fecundaciones. La intensidad de la competencia por las parcelas se ve reflejada en el alto número de intrusiones a los dominios de los machos propietarios, lo que los obliga a pasar buena parte de su tiempo alejando a invasores de sus territorios. Sin embargo, las disputas agresivas por las parcelas son infrecuentes. Los dominios de los machos pueden hallarse tanto aislados como contiguos, y sus límites están bien definidos y se mantienen a lo largo de la temporada. Su forma y tamaño son altamente variables y dependen del tipo de vegetación y hábitat, cercanía a árboles y densidad de población. Aunque suelen alimentarse fuera de sus territorios, durante el período de cópulas los machos pasan casi todo el día dentro de ellos.
La enorme mayoría de los individuos masculinos obtiene una parcela por primera vez al tomar posesión de los dominios de un macho territorial que no haya sobrevivido al invierno. Asimismo, pueden establecerse en espacios ya ocupados a través de un proceso gradual y persistente. En otras ocasiones, invaden territorios en presencia de sus dueños simplemente haciéndose presentes en el área y permaneciendo allí a pesar de los ataques recibidos. Empero, en ciertas oportunidades, demuestran dominancia inmediata sobre el residente. En los casos en los que dos machos con parcelas adyacentes regresan al mismo sitio un segundo año, los límites territoriales a menudo se ajustan a los del año anterior.
El tordo sargento se caracteriza por su sistema de emparejamiento poligínico. Su poliginia ha hecho de esta ave una especie extensivamente estudiada. Los machos territoriales pueden alcanzar las quince compañeras en algunos casos, aunque normalmente tienen dos o tres. El tamaño promedio del harén varía entre 1,6 y 6,2 hembras en distintas poblaciones. Tanto la calidad del macho como la de su territorio influyen en grados variables sobre el éxito reproductivo femenino y, en consecuencia, sobre la elección de pareja por parte de las hembras. Debido a que la calidad del macho guarda solo una débil relación con la de su parcela, es necesario considerar ambos parámetros por separado. A su vez, los dos componentes de la calidad parental masculina ―esfuerzo en la defensa del nido y alimentación de los polluelos― difieren entre los distintos individuos y no covarían. En algunas especies, particularmente en las poligínicas, un sistema de emparejamiento basado en la defensa de un recurso ―un territorio― está asociado a una considerable variabilidad en el éxito en la obtención de pareja de los machos, y este es el caso del tordo sargento.

## Nido y huevos

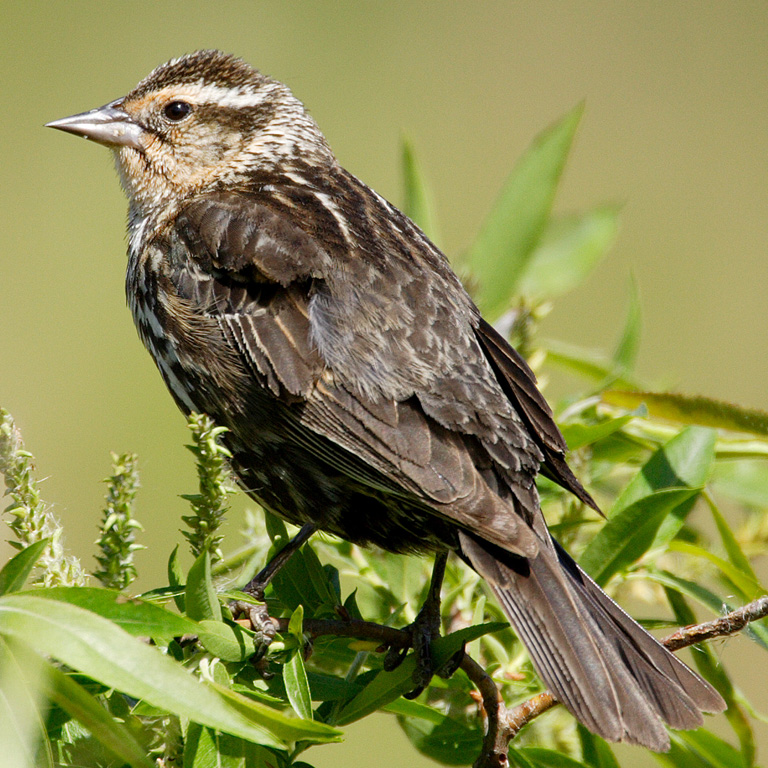
La hembra se encarga de construir el nido.

Las parejas crían habitualmente dos y ocasionalmente tres nidadas por temporada; el promedio es de 1,7 nidadas por hembra por año. Generalmente, las hembras construyen un nuevo nido para la segunda puesta, tanto cuando la crianza de la primera fracasó como tras haber tenido éxito con ella. Sin embargo, en raras oportunidades depositan sus huevos en nidos en los que la nidada original fue destruida. El segundo nido es confeccionado en las cercanías del primero, frecuentemente dentro de los tres metros de distancia de aquel, incluso si este ha sido atacado o destruido. A menudo, la construcción del segundo nido comienza antes de que la primera puesta haya abandonado el suyo. Algunas hembras pueden anidar hasta cinco veces en una temporada si sus nidadas perecen antes de independizarse. Debido a las altas tasas de depredación en los nidos y a la renidificación por parte de las hembras, los machos tienen con frecuencia en sus territorios nidos en diferentes etapas del ciclo reproductivo al mismo tiempo y durante muchas semanas.
Las hembras de solo un año de edad empiezan a nidificar considerablemente más tarde en la época de reproducción que las más grandes. En el condado de Brown (sur de Indiana), las mayores comenzaban a poner sus huevos en promedio aproximadamente dieciséis días antes que las jóvenes. Algunas hembras confeccionan varios nidos antes de iniciar una nidada, lo que implica que en ciertas oportunidades los nidos terminados no son utilizados, no depositándose nunca huevos en ellos. A principios de la temporada reproductiva, las hembras parecen ser intolerantes ante las perturbaciones y más proclives a abandonar sus nidos. Por otro lado, una vez que han empezado sus puestas es mucho menos probable que los dejen.

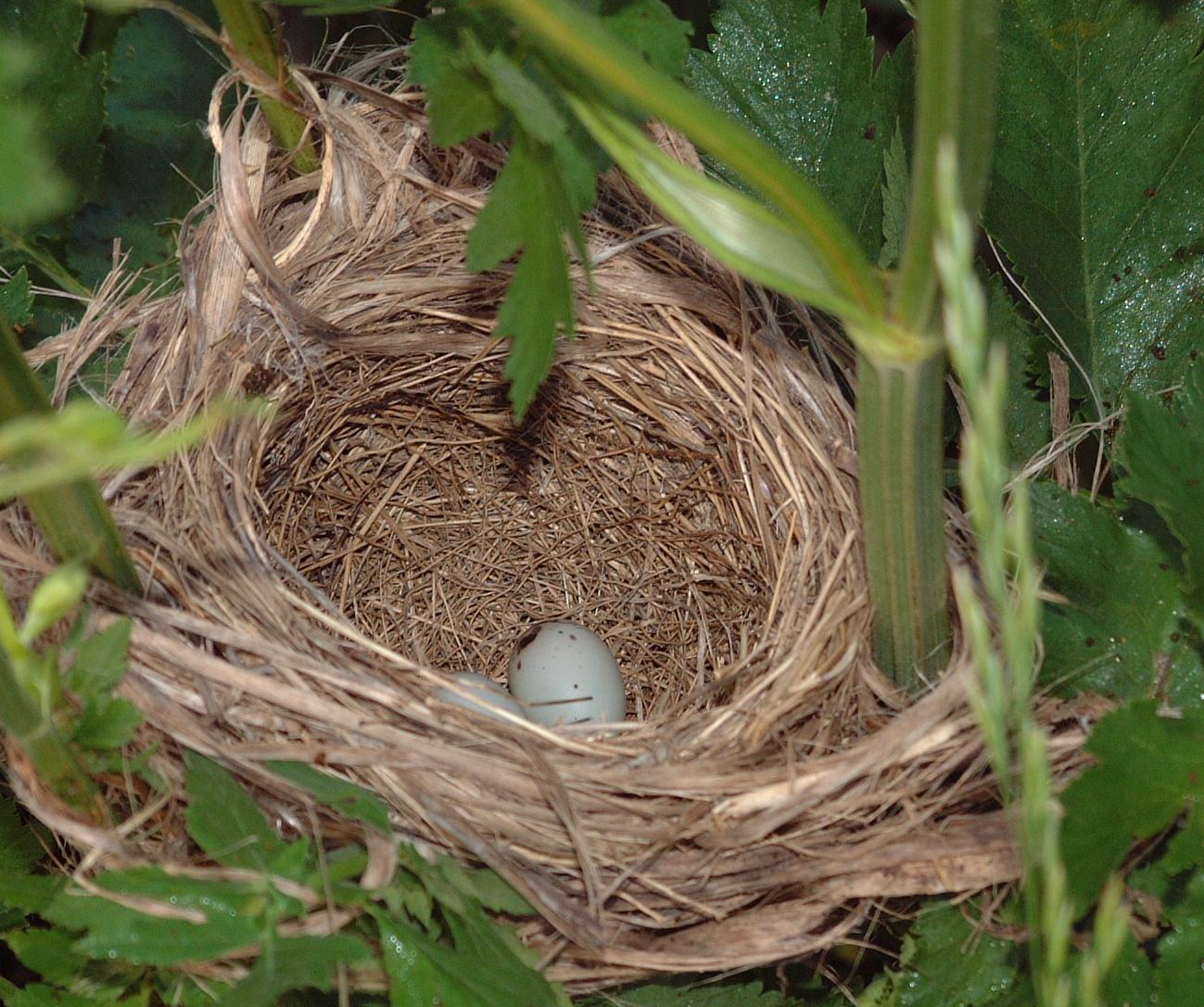
Nido con huevos en su interior.

La nidada promedio consta de entre tres y cuatro huevos, aunque su número varía entre uno y seis. El tamaño de las puestas disminuye conforme avanza la temporada reproductiva. En Oklahoma, el tamaño medio de las nidadas en nidos tempranos era de 3,6 huevos, mientras que se limitaba a 3,2 en nidos comenzados después del 1 de junio, fecha que coincide con el final del primer período de cría y antecede el inicio de la mayor parte de las renidificaciones. En el norte de Luisiana —en donde se encontraron puestas de entre dos y cinco huevos—, las nidadas de tres huevos eran más habituales a principios y finales de la época reproductiva, mientras que las de cuatro eran más comunes en la cúspide de la temporada de anidación; las de cinco, por su parte, solo fueron registradas en dicho momento culminante. La hembra deposita un huevo por día.
El color de fondo de los huevos es generalmente un verde azulado pálido y a veces estos se encuentran más o menos sombreados con un pálido gris ahumado. Están moteados, manchados, jaspeados y veteados, principalmente sobre el extremo más ancho, con diferentes tonos de negro, marrón, gris y púrpura, presentando una gran variabilidad en cuanto a la cantidad y naturaleza de las marcas. En ocasiones, se descubre un huevo completamente inmaculado. El cascarón es fuerte, finamente granulado y moderadamente lustroso. La medición de 380 huevos de la colección del Museo Nacional de Estados Unidos dio un promedio de 24,80 por 17,55 mm, siendo el más grande de 27,94 por 19,05 mm y el más chico de 20,57 por 15,75 mm. En un estudio en el sudoeste de Míchigan, la masa de 196 huevos varió entre 3,06 y 5,01 g, y el peso promedio de los huevos en nidos individuales era de entre 3,18 y 4,72 g. Se han registrado mayores variaciones en el tamaño promedio de los huevos producidos por distintas hembras que en el tamaño de los huevos dentro de puestas individuales.

### Construcción del nido

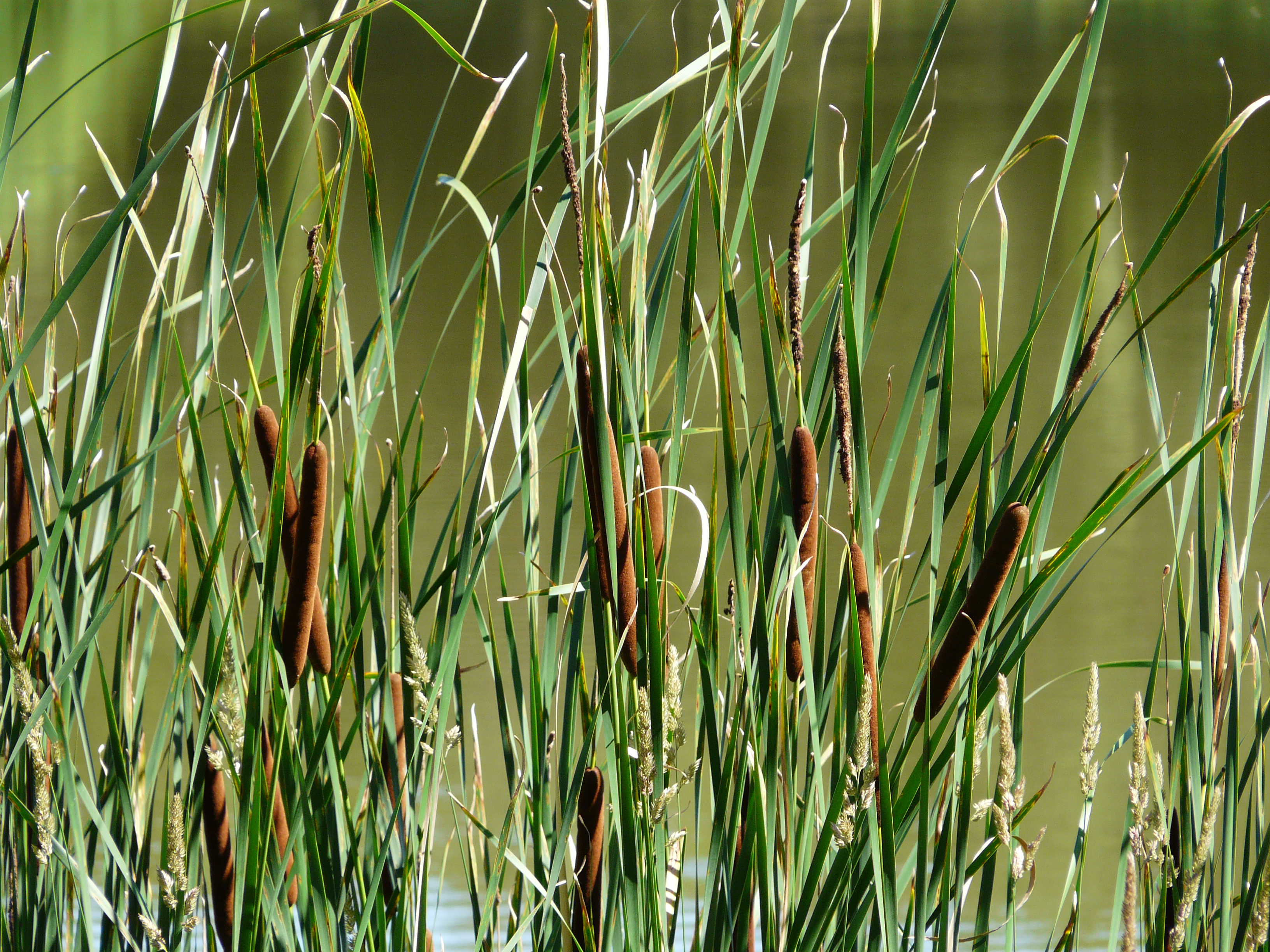
Totora de hoja ancha (Typha latifolia). Las totoras (Typha spp.) son utilizadas tanto como material de construcción del nido como de soporte de este.

La confección de los nidos es llevada a cabo por la hembra y completada en alrededor de entre tres y seis días. La anidación comienza entre marzo y mayo; por lo general, cuanto más al sur se vaya, antes se inicia el proceso de construcción. Según el ornitolólogo estadounidense Arthur Augustus Allen, el tiempo necesario para terminar un nido es generalmente de seis días, tres de los cuales son dedicados a la canasta exterior y el «fieltrado» y los restantes tres, al revestimiento interno. Muchos de los nidos tardíos, más pobremente confeccionados, requieren un lapso bastante más breve para su finalización, siendo completados algunos de ellos en solo tres días. En el mes de mayo, en Toledo (noroeste de Ohio), se encontró que el tiempo promedio entre el comienzo y la conclusión de un nido era de 3,1 días y de 2,3 días entre la compleción del nido y la puesta del primer huevo, variando esta última cifra en casos particulares entre uno y cuatro días. En Battle Creek (sur de Míchigan), el lapso promedio entre la terminación del nido y la puesta del primer huevo era de 3,8 días, con una variación de entre dos y cinco días. En el condado de Boulder (norte de Colorado), esta cifra era de 4,4 días, con una variación de entre dos y once días.
Exteriormente, el nido está constituido por una considerable cantidad de largas hojas de cárices (Carex spp.), o de otras plantas recolectadas en lugares húmedos, y ocasionalmente por delicadas hojas de Iris, atadas a las hierbas o tallos circundantes para sujetarlo, y a veces combinadas con hilas de algodoncillos (Asclepias spp.); en los casos en los que el nido se halla directamente sobre el suelo esta precaución de fijarlo en su lugar es dejada de lado. En la parte interna, se coloca madera en descomposición, raicillas, turba o barro, todo esto revestido con pequeños tallos secos de césped o con tules (Scirpus spp.). En ciertas oportunidades, se emplea como material de construcción la planta acuática marina Zostera. En la década de 1930, se descubrió un nido sujeto a 18 tallos de esparganio (Sparganium sp.) compuesto de 142 hojas de totora (Typha spp.) de hasta unos 53 cm de largo y revestido con 705 trocitos de pasto; también contenía 34 tiras de corteza de hasta aproximadamente 86 cm, que formaban 273 vueltas alrededor de los esparganios, con solo una rodeando completamente un tallo. Los nidos presentan en promedio un ancho interno de 7,5 cm —con una variabilidad de entre 6,0 y 9,5 cm—, un ancho externo de 12,2 cm —9,5 a 16,0 cm—, una altura interna de 6,5 cm —4,0 a 8,5 cm— y una altura externa de 11,2 cm —6,5 a 18,0 cm—.

### Sustrato y altura del nido

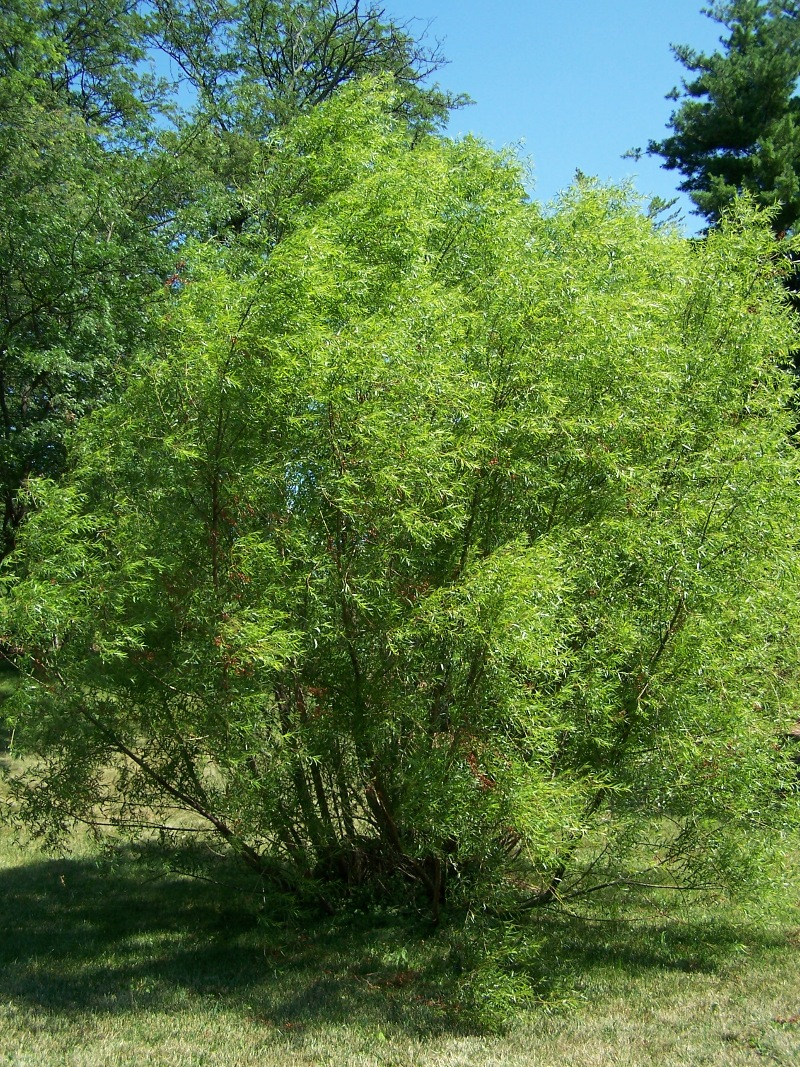
Sauce negro (Salix nigra). Los sauces (Salix spp.) son sustratos habituales de los nidos de tordo sargento.

Se trata de una especie muy versátil y adaptable en cuanto a la elección de hábitats y sustratos para sus nidos. La densidad de estos es mayor en pantanos de totoras que en campos en tierras altas. Aunque los tordos sargento prefieren la cercanía del agua, sus nidos son hallados con frecuencia en tierras altas secas, a veces a una considerable distancia de la fuente de agua más próxima, en campos de pastos altos, tréboles y margaritas, en donde deben ser construidos cerca de o incluso sobre el suelo. En el lago Umbagog (norte de Maine), muchos nidifican en pequeñas islas flotantes naturales. Prefieren lotes de vegetación pequeños, la vegetación alta y las plantas con tallos gruesos. Típicamente el nido es emplazado suspendido entre tallos verticales.
En humedales, anidan en totoras (Typha spp.); sauces (Salix spp.); ciperáceas ―tales como tules (Scirpus spp.), cárices (Carex spp.) y Schoenoplectus tabernaemontani―; cornejos (Cornus spp.); alamillos mieleros (Cephalanthus occidentalis); juncos (Juncus spp.); acederas (Rumex spp.); saúcos canadienses (Sambucus canadensis); esparganios (Sparganium spp.), chilcas (Baccharis halimifolia); acapalúes (Iva frutescens); árboles de la cera (Myrica cerifera); carrizos (Phragmites australis); chimbos (Vernonia spp.); etc. En tierras altas, nidifican en varas de oro (Solidago spp.); alisos (Alnus spp.); durazneros, cerezos y ciruelos (Prunus spp.); robles (Quercus spp.); rosas (Rosa spp.); zarzas (Rubus spp.); olmos americanos (Ulmus americana); vides (Vitis spp.); etc. De acuerdo a diversos estudios, los sustratos predominantes en los humedales suelen ser las totoras o los alamillos mieleros, mientras que en las tierras altas lo son las varas de oro.

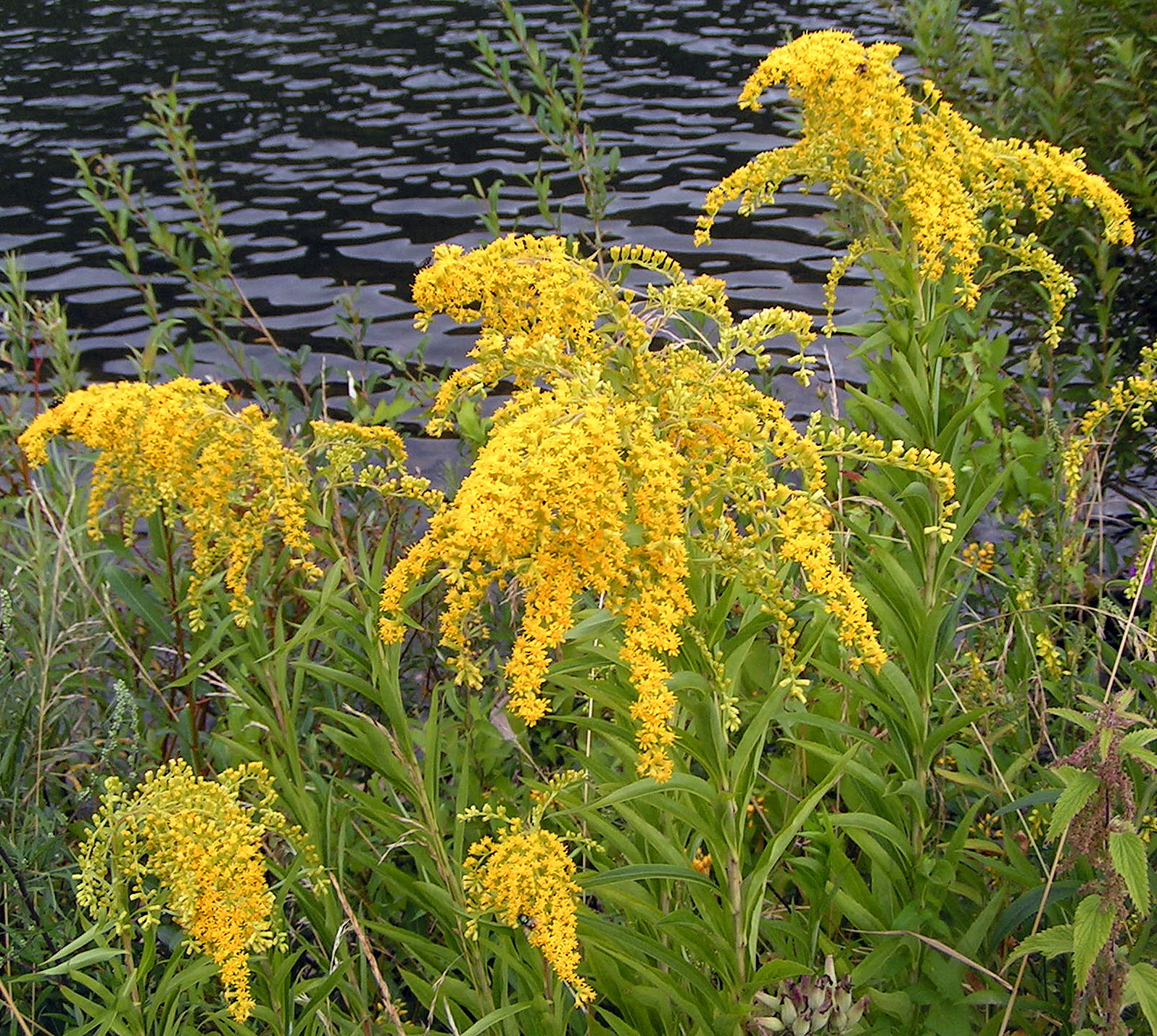
Vara de oro gigante (Solidago gigantea). Las varas de oro (Solidago spp.) son sustratos habituales de los nidos de tordo sargento.

Según Arthur Augustus Allen, en Ithaca (sur de Nueva York), los primeros nidos de la temporada reproductiva son construidos sobre tallos secos de totoras del año anterior. Al principio, no están protegidos por ningún tipo de vegetación, pues los nuevos tallos apenas sobresalen del agua. A medida que la temporada progresa y que la vegetación crece, los tordos sargento utilizan los tallos verdes como soporte parcial de sus nidos. A comienzos de mayo, estos no son aún lo suficientemente fuertes como para sustentar los nidos por sí mismos y en consecuencia las aves amarran sus construcciones a tallos secos por un lado. Es tal la firmeza con la que los nidos son atados con fibras de algodoncillo (Asclepias spp.) que el lado sujetado a los tallos vivos se levanta gradualmente debido a su crecimiento, mientras que el otro, asegurado a los tallos muertos, permanece fijo. Uno de los lados se eleva unos dos centímetros por día hasta que el nido se voltea. La hembra continúa incubando hasta que el último huevo cae del nido. Para el final de la tercera semana de mayo, la mayor parte de la vegetación del pantano es ya lo suficientemente robusta como para soportar el peso de un nido y entonces estos son confeccionados más bien indiscriminadamente entre diferentes especies de plantas: totoras, ciperáceas, esparganios, colas de caballo (Equisetum fluviatile), acederas y Peltandra virginica. Para el 1 de junio, las totoras y las ciperáceas han madurado y se han vuelto demasiado densas e inhóspitas, por lo que los tordos sargento las remplazan por vegetación más delicada, tal como las acederas y los polígonos (Polygonum spp.), que para ese momento crecen en la mayoría de los estanques pequeños.
En el norte de Luisiana, la altura promedio de los nidos era de 1,1 m, con una variación de entre 0,2 y 7,6 m. En cuencas temporalmente inundadas ―zanjas, etc.―, el promedio era de 1,2 m ―variación de entre 0,3 y 3,1 m―; a orillas de áreas de agua dulce abiertas, era de 1,0 m ―0,2 a 4,0 m―; en los bordes de pasturas, 1,4 m ―0,3 a 7,6 m―; y en las áreas cultivadas ―huertos, arboretos, etc.―, 1,1 m ―0,2 a 3,0 m―. Por otro lado, en Toledo (noroeste de Ohio), se constató que los nidos se ubicaban a alturas de entre 24 y 213 cm ―83 cm en promedio―. Se tiene noticia de nidos a alrededor de diez metros sobre el suelo en sauces en Pensilvania. En Florida en 1966, los nidos a mayor altura fueron registrados en un arce rojo (Acer rubrum; a unos 6 metros), una magnolia (Magnolia virginiana; a aproximadamente 4,6 m) y mangles botones (Conocarpus erectus; dos nidos, uno a alrededor 4,6 m y el otro a unos 2,7 m). La altura de los nidos construidos sobre una misma especie de planta puede variar dependiendo del hábitat en el que se encuentren.

## Incubación y crianza de los polluelos

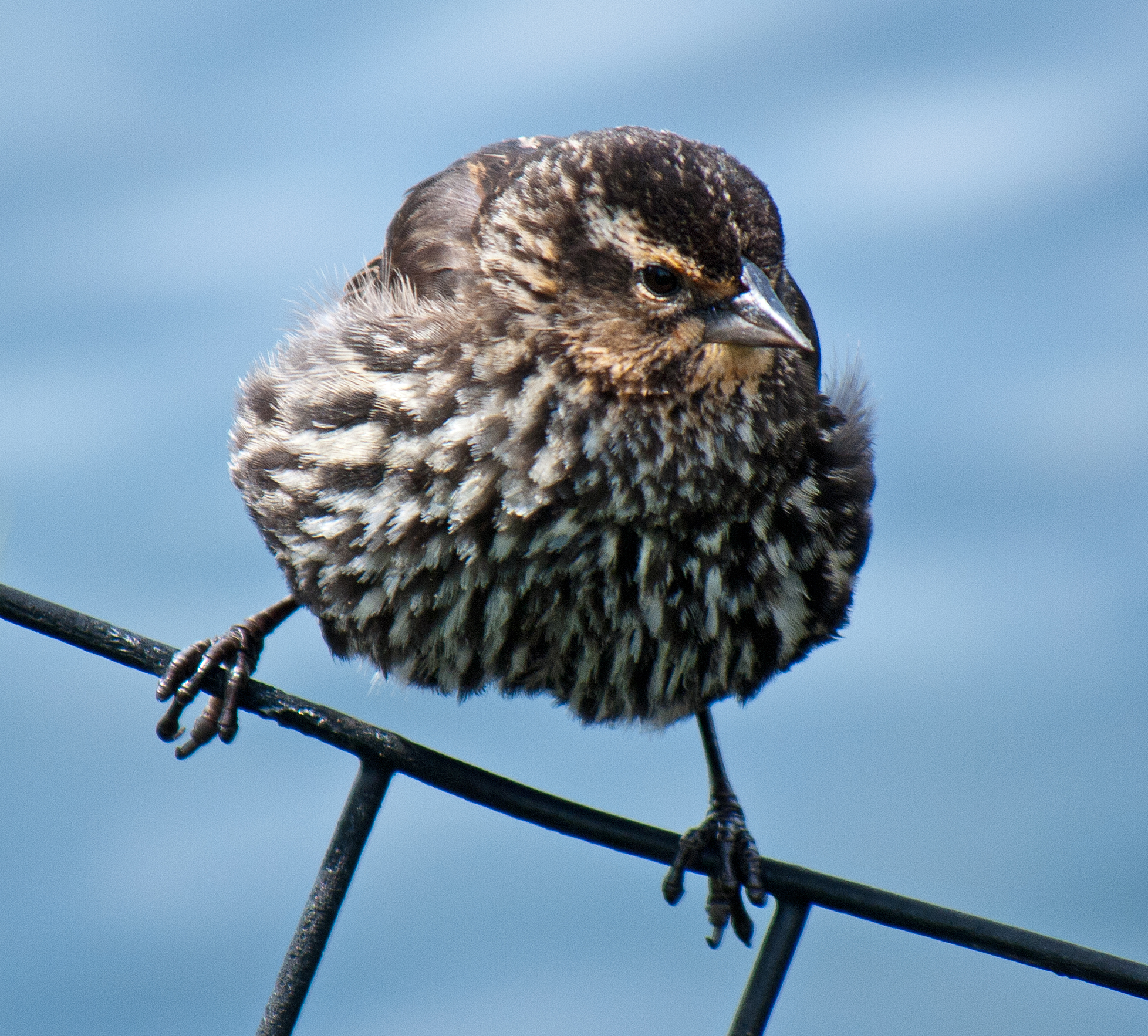
La hembra se encarga de incubar los huevos y de empollar a los pequeños.

Las hembras se encargan de incubar los huevos y de empollar a los pequeños. Generalmente, la incubación comienza tras la puesta del tercer huevo, y se extiende por un período de entre 10 y 13 días. Los polluelos tienden a eclosionar en diferentes momentos y la madre continúa incubando hasta que el último de ellos haya roto el cascarón. Si bien el macho colabora con la limpieza del nido, la hembra atiende este quehacer con mucha mayor frecuencia.
Los pequeños son alimentados casi inmediatamente después de nacer. Las hembras son quienes más se ocupan de dicha tarea, aunque en ocasiones el macho también participa. Por lo general, los polluelos tienen una dieta de 100% de materia animal, compuesta preponderantemente de insectos con arácnidos y moluscos ocasionales, así como otros tipos de alimentos. Según Arthur Augustus Allen, consumen principalmente efemerópteros, tricópteros y orugas de lepidópteros. De acuerdo a Ira Noel Gabrielson, otros artrópodos de los que se alimentan son saltamontes, larvas de elatéridos, escarabajos, polillas, grillos y arañas; entre las orugas dadas a los polluelos se encuentran las de la especie Manduca quinquemaculata y las de la familia Geometridae.

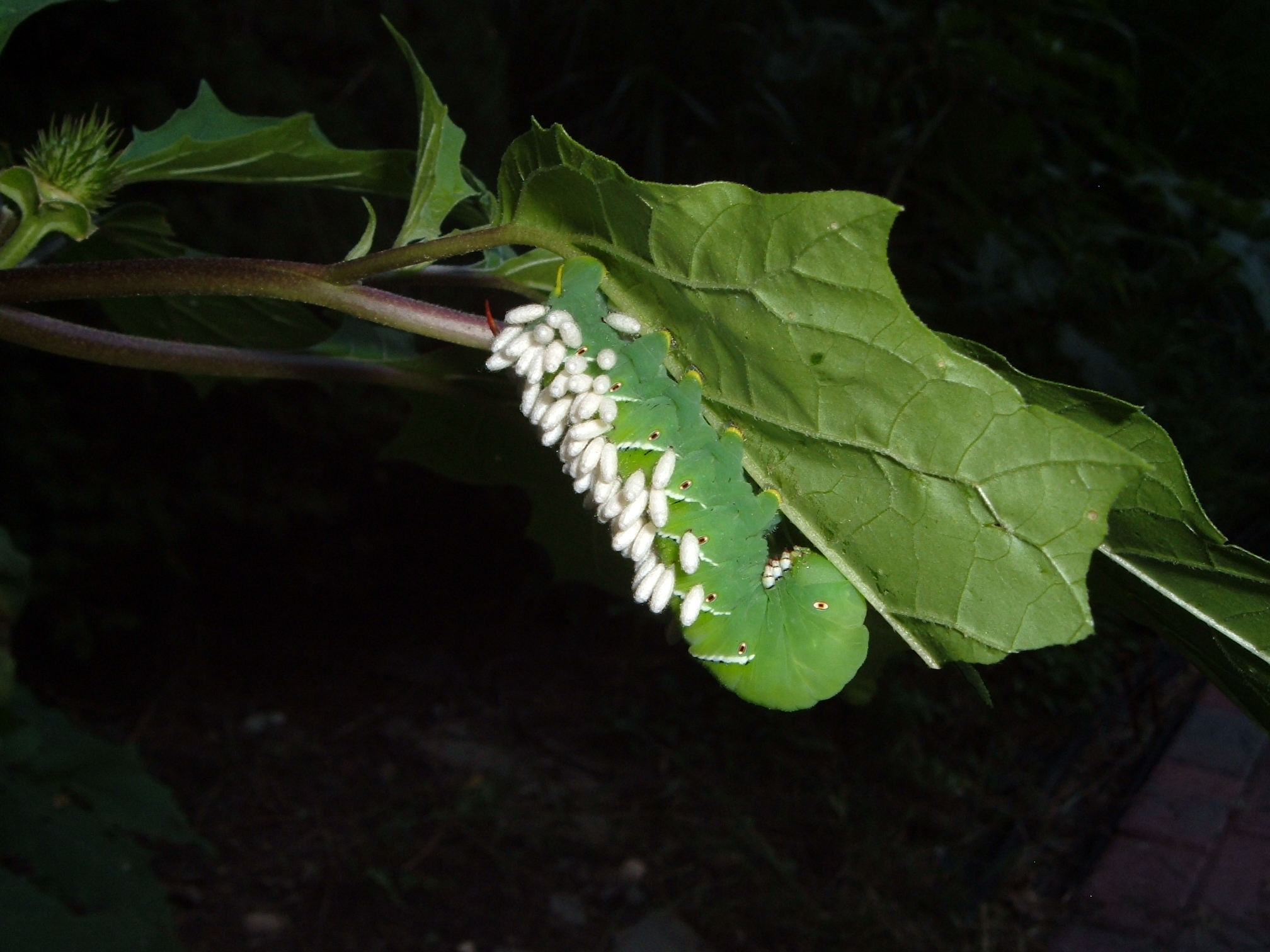
Oruga de Manduca quinquemaculata, fuente de alimento de los polluelos de tordo sargento.

Los padres comienzan a alimentarlos con porciones chicas que aumentan progresivamente. El aprovisionamiento de los polluelos tanto por parte de las hembras como por parte de los machos se incrementa con su experiencia reproductiva, el tamaño de las nidadas, la proporción de machos en el nido, la edad de los polluelos, y por consiguiente, la masa corporal de estos. Generalmente, los adultos llevan al nido tres o cuatro presas por viaje y cada hijo recibe una de ellas. Sin embargo, este no es siempre el caso, pues a veces todos los insectos son entregados a un solo pequeño. El polluelo con el cuello más largo y la boca más amplia come primero. El adulto deposita el alimento bien dentro de la garganta del pequeño y si este no lo traga inmediatamente lo extrae y se lo ofrece a uno de sus hermanos. Una fracción de la comida que se les da se obtiene de las cercanías del nido, pero gran parte de esta es recolectada en áreas fuera del territorio del macho y, en muchas ocasiones, incluso más allá del hábitat de nidificación, a bastante distancia del nido.
Las hembras de menor edad tienen nidadas más reducidas que las más experimentadas. Sin embargo, son menos los polluelos que mueren por desnutrición en los nidos de hembras mayores que en los de madres jóvenes. En las nidadas de tamaño medio, el sexo de los compañeros de nido parece no afectar el desarrollo de cada pequeño: así, por ejemplo, un individuo de cualquier sexo tiene las mismas probabilidades de encontrarse en buen estado físico si sus tres hermanos son machos o hembras. El éxito reproductivo tanto de las nidadas naturalmente numerosas como de aquellas experimentalmente agrandadas parece verse negativamente afectado por el hecho de que la satisfacción de sus necesidades pondría a los padres bajo una presión mayor a la ideal.

### Colaboración del macho

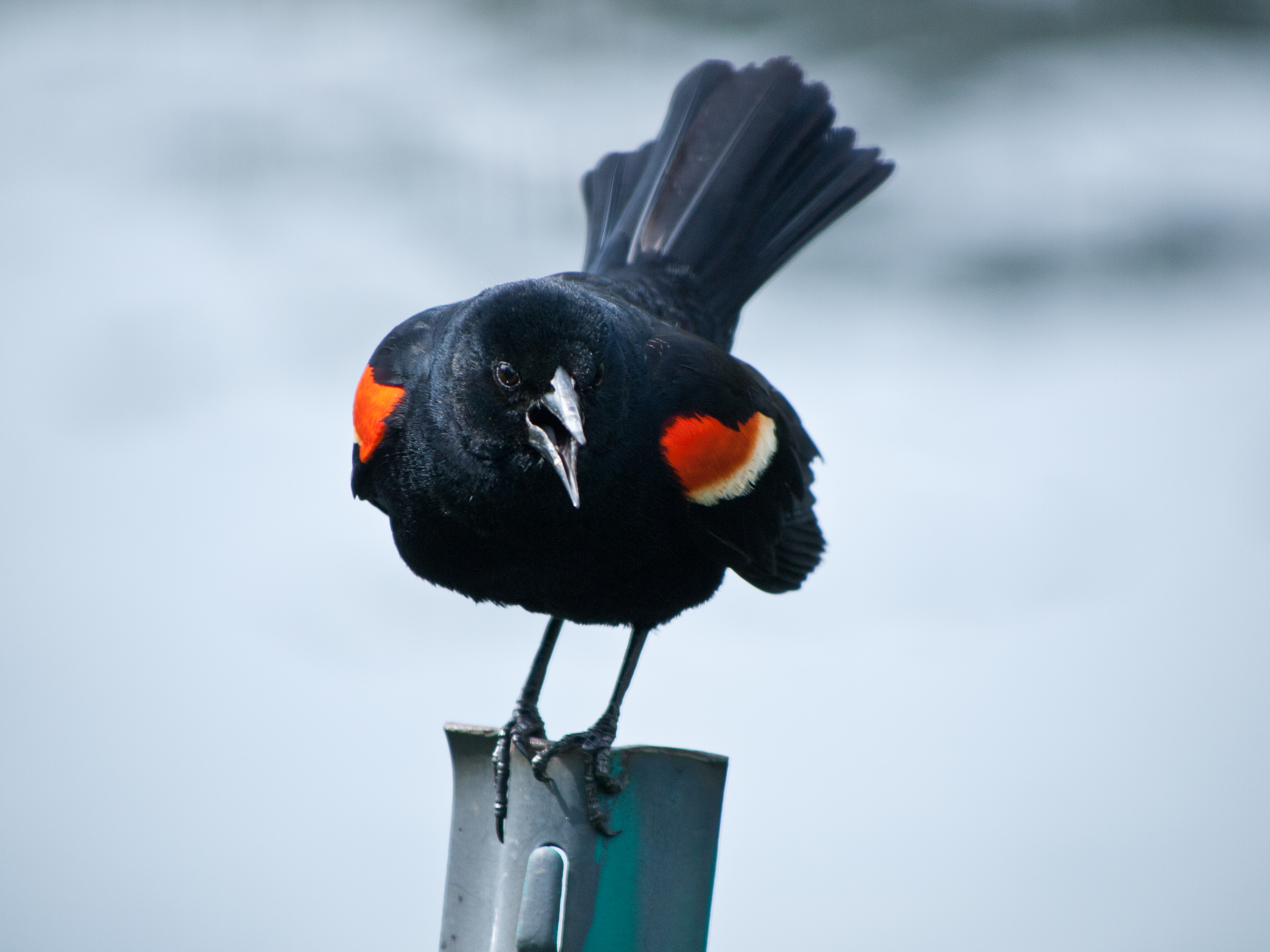
En ocasiones, el macho colabora en la alimentación de la nidada.

En los nidos aprovisionados por ambos padres, los polluelos reciben alimento con más frecuencia, experimentan un desarrollo significativamente más veloz, son menos proclives a morir de hambre y tienen más posibilidades de abandonar el nido. Los machos «colaboradores» tienden a ser mayores y más experimentados que los que no contribuyen con la alimentación de la nidada, y sus territorios son significativamente más ricos en insectos. Producen en promedio dos hijos más por año que llegan a independizarse que los «no colaboradores». La asistencia de los individuos masculinos en el aprovisionamiento de la nidada llega a su cúspide alrededor del octavo día tras la eclosión, aunque algunos comienzan a hacerlo aproximadamente al quinto día después de dicho acontecimiento. Asimismo, durante el período que se extiende entre el abandono del nido por parte de los pequeños y su independencia respecto de sus padres, los machos los alimentan regularmente.
Los colaboradores habitualmente ofrecen insectos a los polluelos del primer nido iniciado en sus territorios. En varios pantanos de Ontario, se encontró que comúnmente ayudaban a las hembras en esta tarea, incrementando significativamente la cantidad de sus hijos que lograban sobrevivir; sin embargo, no cooperaban en el aprovisionamiento de todos los nidos, sino que su esfuerzo se centraba en los nidos primarios y secundarios en desmedro de los terciarios y más tardíos. En una población de Indiana, el 59% de los machos atendía las necesidades alimenticias de sus pequeños y, dentro de los territorios de esos individuos, la asistencia en la alimentación de los polluelos por parte de estos estaba restringida al 34,4% de los nidos. Dado que las nidadas en la que los colaboradores contribuyen suelen ser las de mayor edad y son significativamente más numerosas que otras en sus territorios atendidas solo por las hembras, estos machos parecerían estar invirtiendo en los nidos de mayor valor reproductivo.

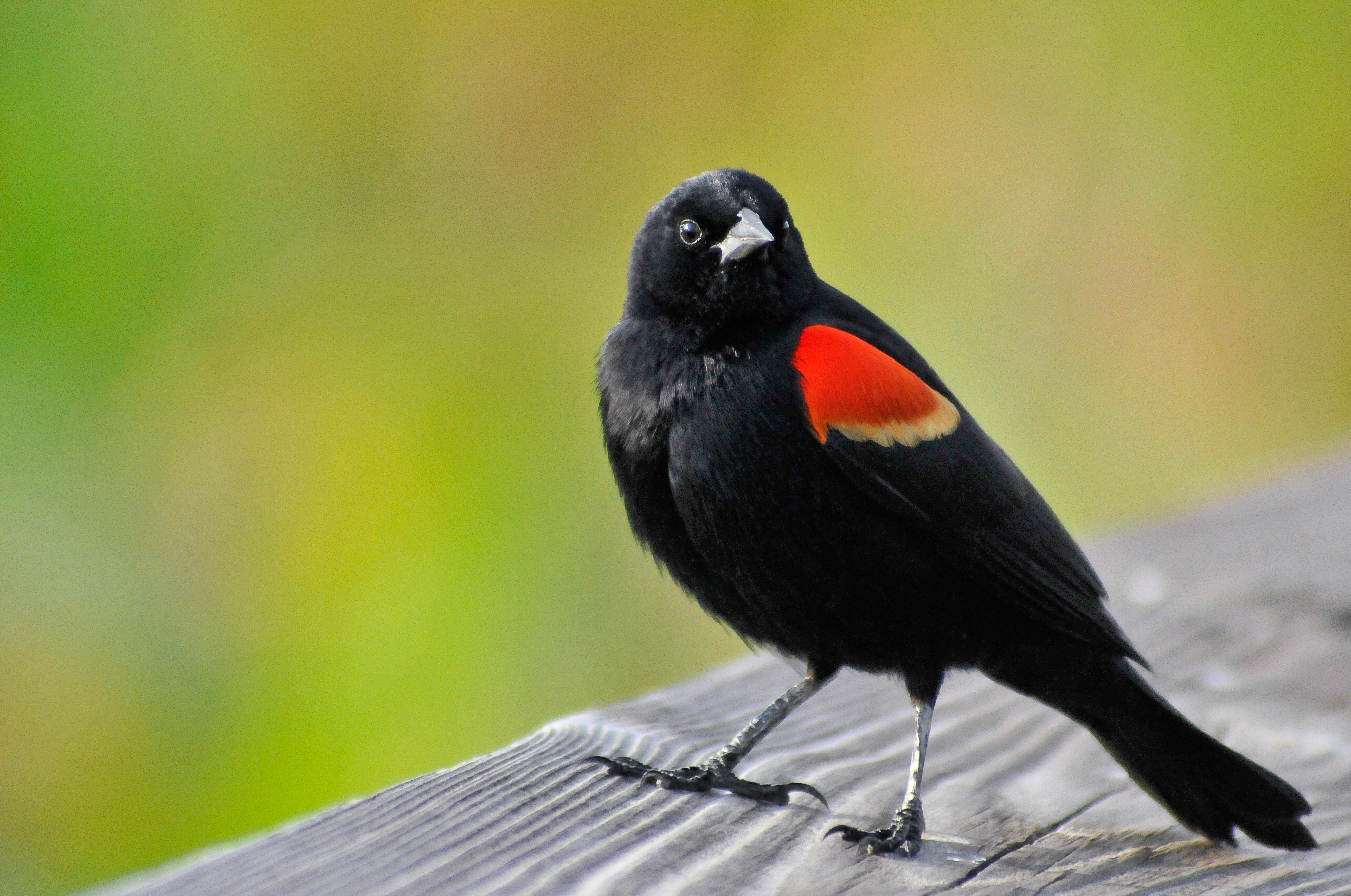
Los machos invierten mucho esfuerzo en la defensa del nido.

En un estudio en dos pantanos de Alberta, se descubrió que en aquel en medio de bosques las hembras entregaban una mayor cantidad de comida por hora a sus hijos que en el pantano rodeado por terrenos agrícolas. Como resultado, la mortalidad de los pequeños por desnutrición era menor en el primero, y las hembras que no recibían ayuda de sus compañeros allí lograban criar a una mayor cantidad de sus polluelos hasta que abandonaran el nido. El cuidado parental del macho era menos importante para la supervivencia de la nidada en el pantano del bosque que en el de los terrenos agrícolas. Como consecuencia, muy pocos de ellos en el primer pantano alimentaban a sus hijos, mientras que en el segundo todos aprovisionaban al menos a una de sus nidadas. Así, la inversión parental masculina estaba negativamente relacionada con la disponibilidad de alimento.
En el sudoeste de Míchigan, los machos realizaban menos del 5% de los viajes al nido con comida para los pequeños. En una población del sur de Wisconsin, más del 70% de ellos alimentaba a sus polluelos; aquellos que se ocupaban de la tarea lo hacían con una frecuencia aproximadamente equivalente a la mitad de la de las hembras y su colaboración estaba positivamente relacionada al tamaño de las nidadas. Por su parte, los machos se encargan más que las hembras de la defensa del nido. Durante la época de reproducción, a menudo vigilan los nidos activos desde puntos de observación prominentes. En un estudio experimental, pasaban significativamente más tiempo dentro de los 10 m desde sus nidos tras la presentación de un depredador simulado que en otros momentos del mismo día, y muchos de ellos revisaban los nidos inmediatamente después de que aquel fuera removido. En ocasiones, defienden los nidos de sus vecinos cuando han engendrado descendencia allí. Distintos estudios han llegado a conclusiones diversas respecto de si los nidos primarios y secundarios son defendidos con igual intensidad o si los machos defienden preferentemente los de las hembras primarias.

## Desarrollo de los polluelos

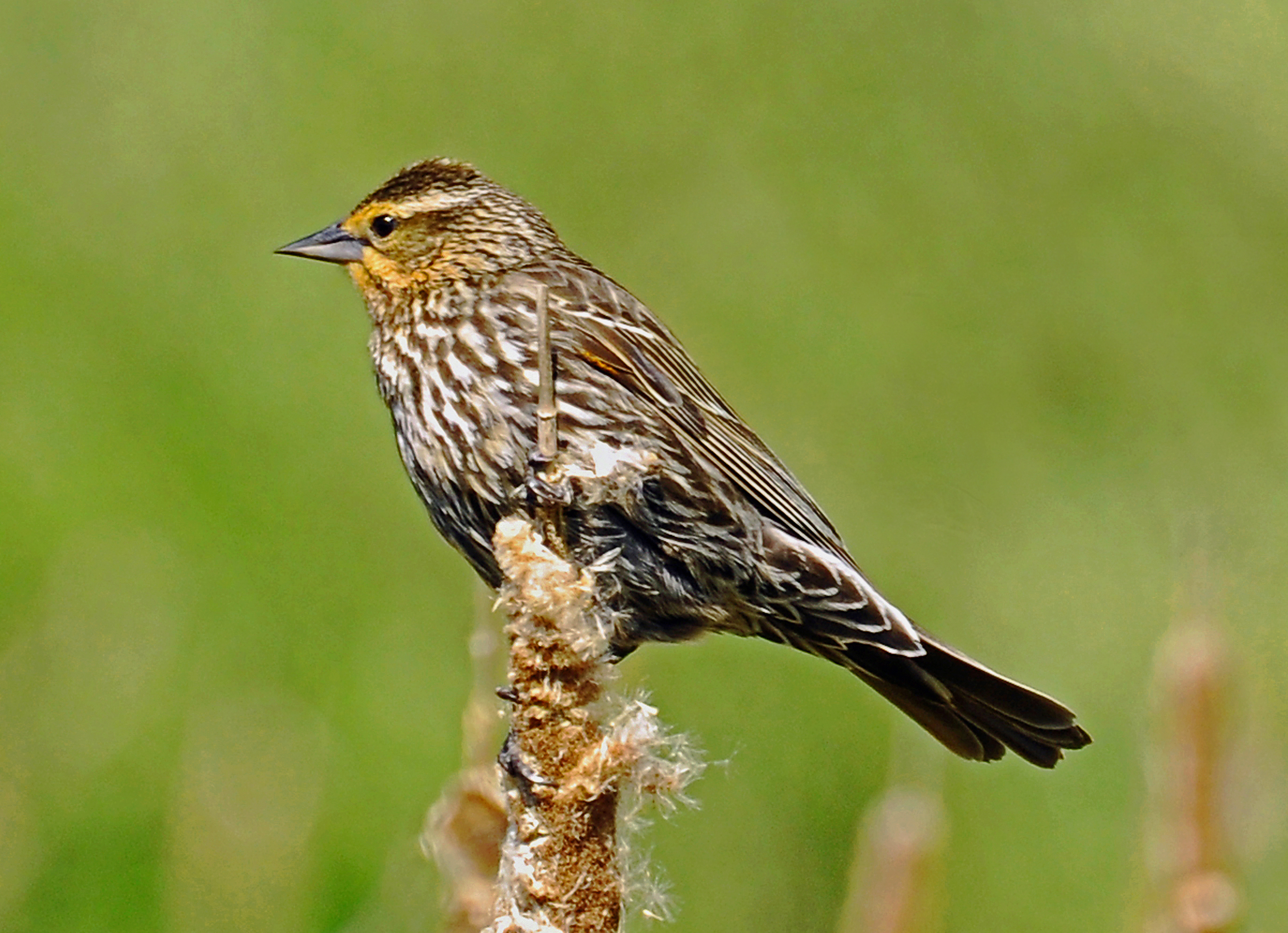
En las hembras, el desarrollo del plumaje comienza por lo general más temprano.

Se trata de una especie altricial: al nacer, los polluelos no pueden ver ni presentan plumas. La piel está desnuda, pero con un escaso recubrimiento beige o grisáceo en donde crecerán los principales grupos de dichas estructuras queratinosas. Al principio se encuentran sumamente indefensos y apenas son capaces de levantar la cabeza para pedir alimento, pero ganan fuerza rápidamente después de su primera comida. Durante su primer día de vida, registran un considerable crecimiento corporal: aumentan su masa en un 65% en promedio. El segundo día, se pueden apreciar las vainas de las rémiges primarias y secundarias. Para el tercero, las vainas de los restantes grupos de plumas se vuelven visibles. En el cuarto y quinto día, se produce un gran incremento en el tamaño corporal y en la longitud de las plumas. En el sexto, las vainas del ala se abren. En el séptimo, las plumas de las alas se han desarrollado considerablemente y las vainas de los otros grupos de plumas comienzan a abrirse. En el octavo, todas las vainas se han abierto y las plumas de las alas han alcanzado una longitud considerable. En el noveno, las plumas han crecido aún más, sin cubrir todavía la totalidad de los espacios desnudos; sin embargo, ya pueden volar cortas distancias y si se les asusta salen del nido. En el décimo día, el más fuerte de los hermanos abandona el nido y trepa a los soportes cercanos. Si uno se acerca al nido, todos huyen, pero de no ser así el más pequeño permanece hasta el undécimo día, en el que todos se dispersan por la vegetación circundante. Se quedan en las cercanías por al menos diez días, incluso hasta después de que sus padres hayan dejado de cuidarlos y comenzado una segunda nidada.

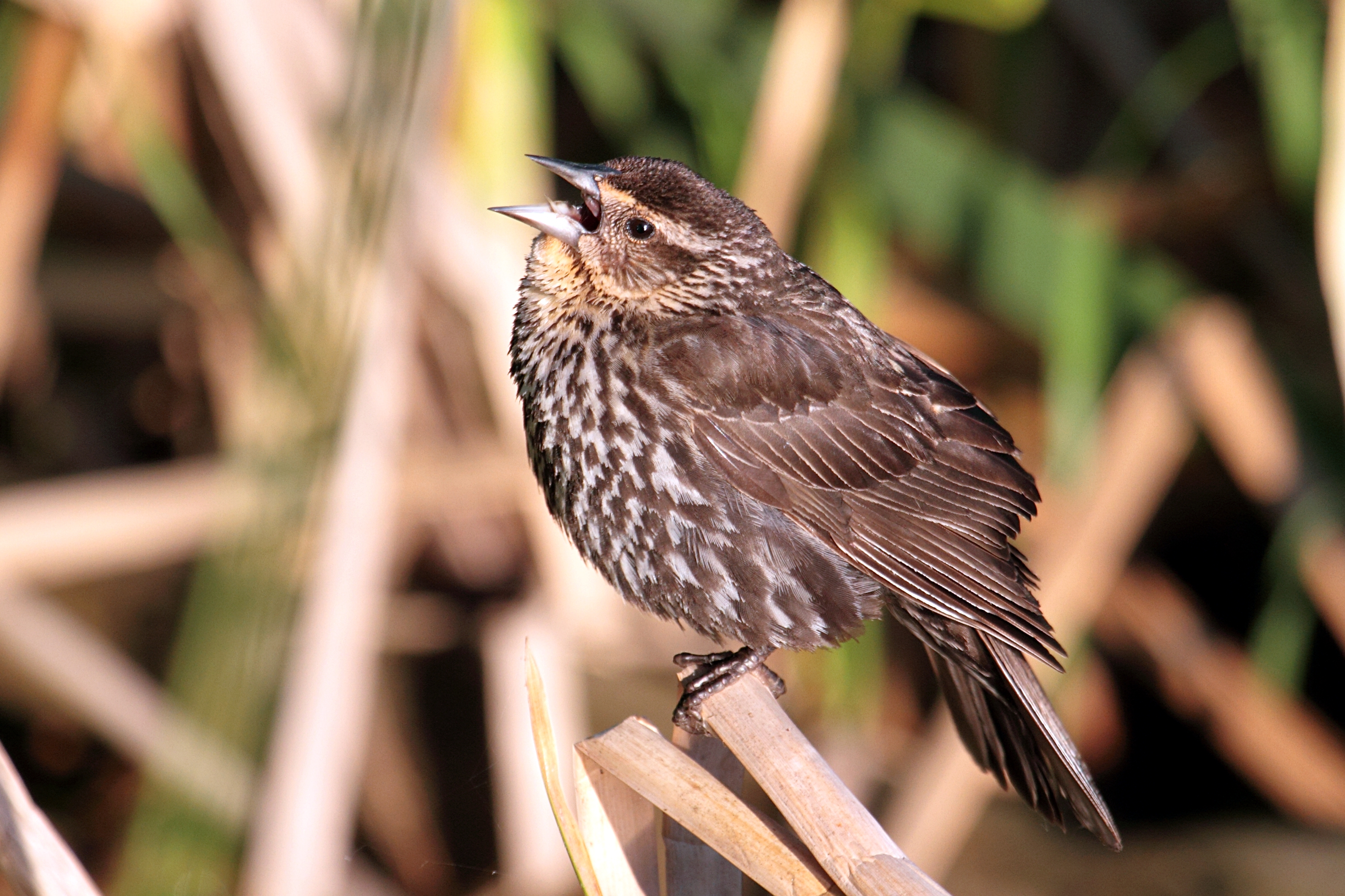
Las hembras suelen ser las primeras en dejar el nido.

Al eclosionar, los polluelos de uno y otro sexo pesan prácticamente lo mismo. Hacia su octavo día de vida, sin embargo, casi todos los machos exceden los 33 g, mientras que casi todas las hembras pesan menos de eso, lo cual puede utilizarse a modo de criterio para la identificación del sexo de los pequeños; para entonces virtualmente no hay superposiciones entre los pesos de machos y hembras. Por lo general, el desarrollo del plumaje comienza más tempranamente en las hembras; así, aunque las plumas de los machos crezcan un poco más rápido, aquellas tienen plumas casi tan largas como estos en cada sección del plumaje cuando se acerca el momento de abandonar el nido.
Permanecen en el nido unos 10 a 12 días. Las hembras tienden a dejarlo ligeramente antes que sus hermanos, lo cual se evidencia en el hecho de que, entre los pequeños aún presentes en el nido o lo suficientemente cerca de este como para ser capturados y pesados unos diez u once días después de la eclosión, la proporción de machos es significativamente más elevada que en días anteriores. Para el momento en que aprenden a volar, el peso de los individuos de ambos sexos representa aproximadamente dos tercios del de un adulto; ganan la mayor parte del peso adicional durante el período posterior al abandono del nido en el que aún dependen de los cuidados parentales. Para fines de julio, casi todos los polluelos han aprendido a volar y se alimentan independientemente respecto de sus padres. Aunque los machos maduran sexualmente en la primera temporada reproductiva tras dejar el nido —es decir, aproximadamente al año de edad—, no adquieren su plumaje adulto completo sino hasta al año siguiente. El desarrollo de los pequeños y su peso cuando abandonan el nido son similares entre los que son criados en pantanos y aquellos que crecen en tierras altas.

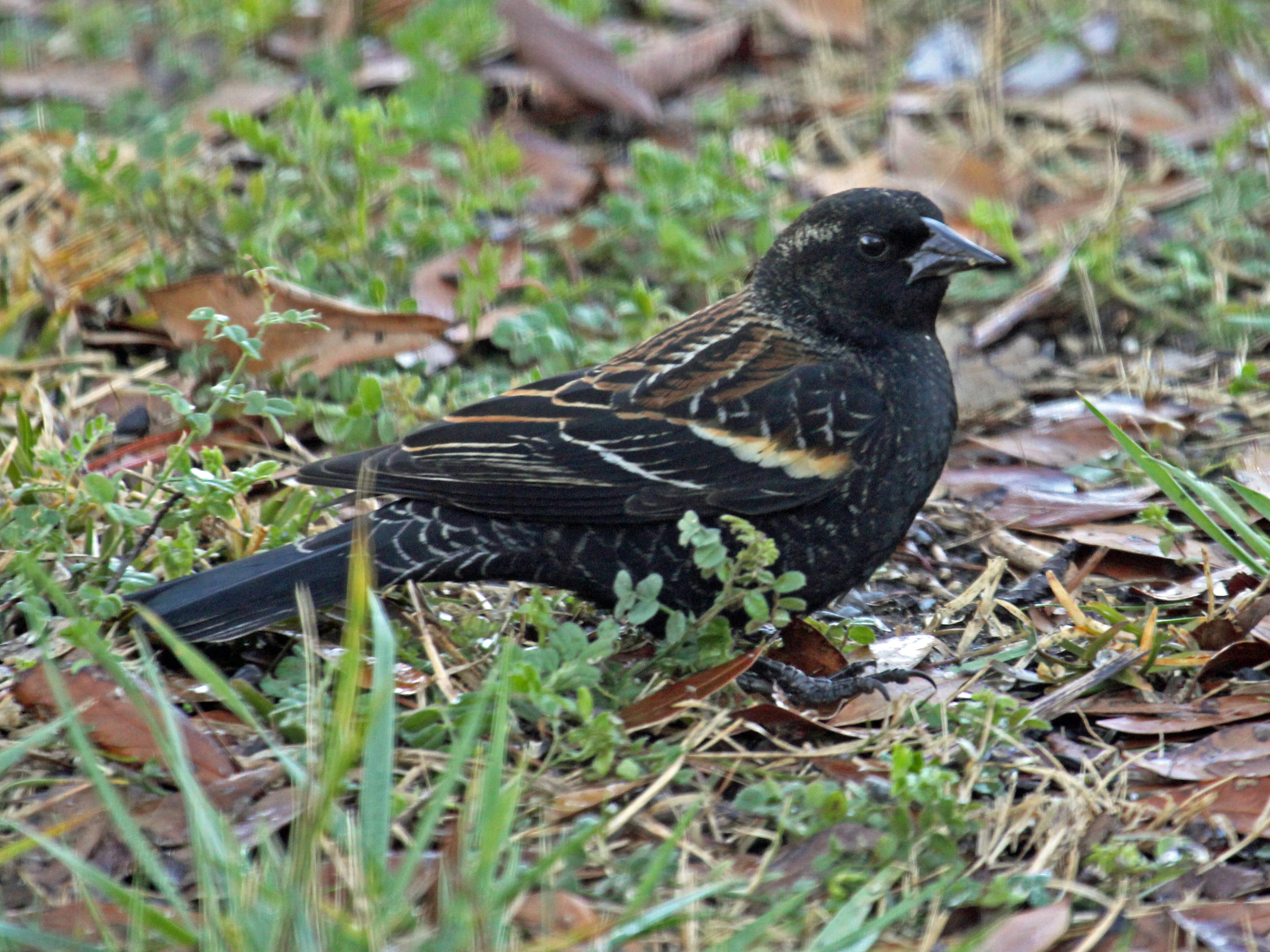
Macho inmaduro. Destáquese su apariencia moteada, típica del primer plumaje de invierno.

El tamaño del huevo tiene un efecto positivo sobre la masa inicial del polluelo, pero este efecto se debilita a medida que el individuo crece. Su peso en el primer y segundo día de vida está positivamente relacionado al tamaño del huevo. Sin embargo, diez días después de eclosionar, el tamaño del huevo guarda escasa relación con el peso del pequeño.
La masa de los dos músculos pectorales en los tordos sargento representa un 1,8% del peso corporal total al nacer, pero aumenta en mayor proporción que el resto del cuerpo durante el período postnatal: alcanza el 5,1% a los 8 días y el 6,6% a los 10 días de nacidos. Tras dejar el nido, se produce un incremento aún más significativo, llegando a representar los dos músculos pectorales el 15,5% de la masa corporal total de los adultos.

### Eclosión asincrónica
Los polluelos de una misma nidada tienden a romper el cascarón en diferentes momentos. Las nidadas típicas de entre tres y cinco huevos pueden tardar hasta tres días en terminar de eclosionar. Los pequeños casi siempre nacen en el mismo orden en el que los huevos fueron puestos y lo hacen invariablemente cuando la asincronía de las eclosiones es considerable. En un estudio en el condado de Brown (sur de Indiana), la eclosión de los huevos en la misma secuencia en la que habían sido depositados se dio en 16 de 20 nidadas de tres huevos (80%) y en 31 de 34 nidadas de cuatro (91,2%).

#### Repercusiones sobre el desarrollo de los polluelos

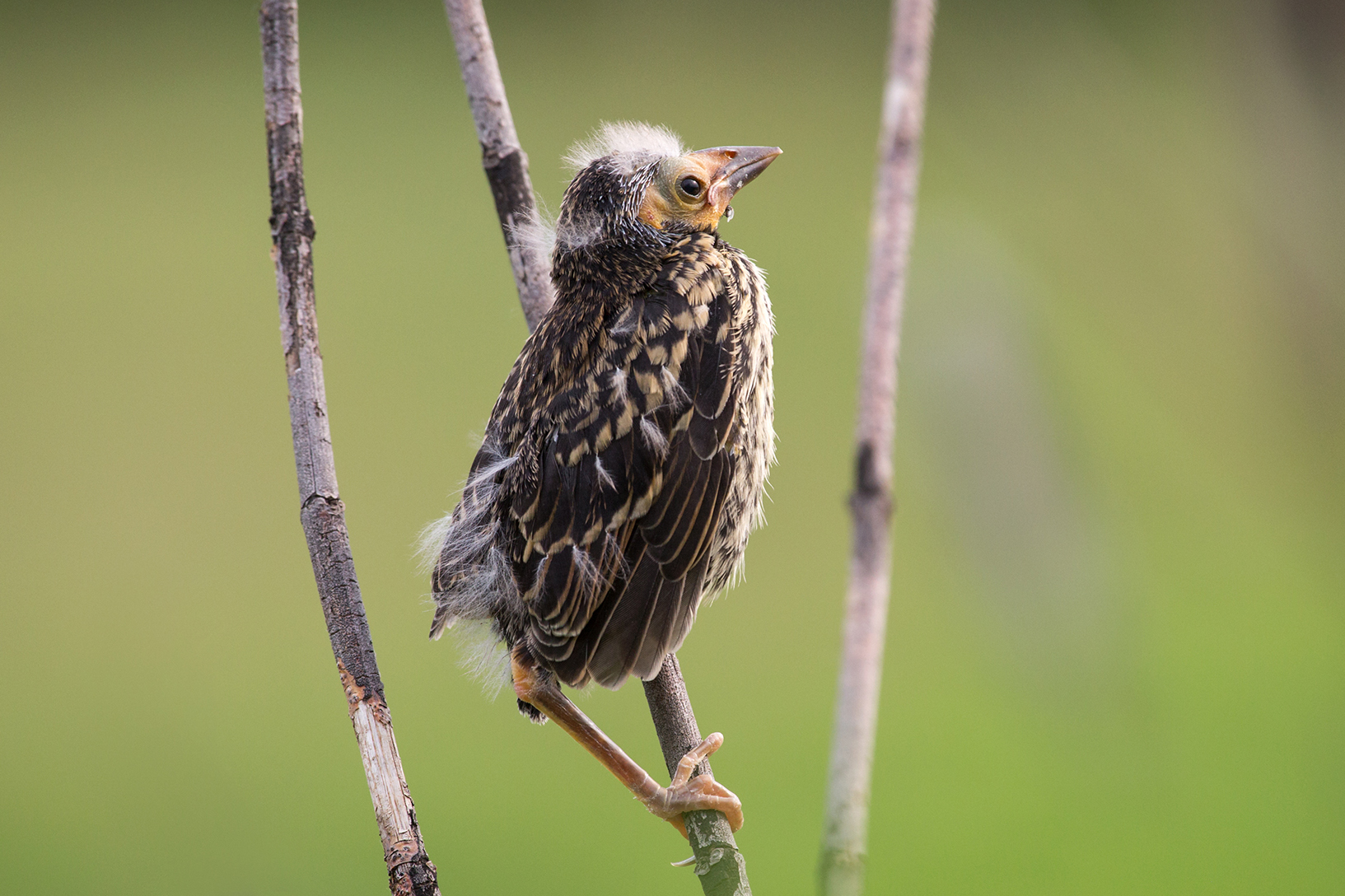
Tordo sargento de corta edad posado sobre una rama.

Debido a que los adultos típicamente comienzan a alimentar a sus hijos tan pronto como nacen, los que rompen primero el cascarón empiezan a crecer antes de que los huevos puestos más tardíamente hayan siquiera eclosionado. Esto a menudo resulta en el establecimiento de una jerarquía basada en el tamaño de los hermanos que, en última instancia, responde al orden en el que nacieron, la cual deja a los polluelos más jóvenes en una posición desaventajada, pues probablemente su capacidad de competir con sus compañeros de nido por el alimento se vea afectada. Dicha jerarquía vinculada a la talla de los pequeños con frecuencia deriva en la desnutrición y muerte de algunos de ellos, principalmente del más joven o del segundo más joven.
La eclosión asincrónica puede producir una diferencia de un 40% o más entre el peso corporal del primer hermano en romper el cascarón y el del último en hacerlo, en el momento en el que este huevo eclosiona. Un estudio reveló que el defasaje entre la masa del primer polluelo de la nidada en nacer y la del último cuando este rompía el cascarón era de 1,67 g en nidadas de tres y de 2,16 en nidadas de cuatro; dado que el peso aproximado de un tordo sargento recién nacido es de 3 g, se trata de una diferencia importante.
En los nidos de cuatro pequeños pertenecientes a hembras jóvenes —1 o 2 años— registrados en otro estudio, la masa corporal de los hermanos en el momento inmediatamente posterior a la eclosión del cuarto huevo decrecía significativamente en función de la secuencia en la que habían roto el cascarón: el último polluelo pesaba en promedio un 34,2% menos que el tercero y un 50,7% menos que el primero. En los nidos de hembras de mediana edad —3 o 4 años— con esta misma cantidad de huevos, la progresiva disminución en los pesos de los pequeños según el orden en el que habían nacido, verificada tras la eclosión del cuarto huevo, era aún significativa, si bien menos extrema: la masa promedio del último hermano era un 29% menor a la del primero. En contraste, los polluelos en nidos de hembras mayores —5 años o más— no variaban significativamente en cuanto a su peso corporal inmediatamente después de que el cuarto pequeño hubiera roto el cascarón.

#### Adaptaciones relacionadas con la eclosión asincrónica

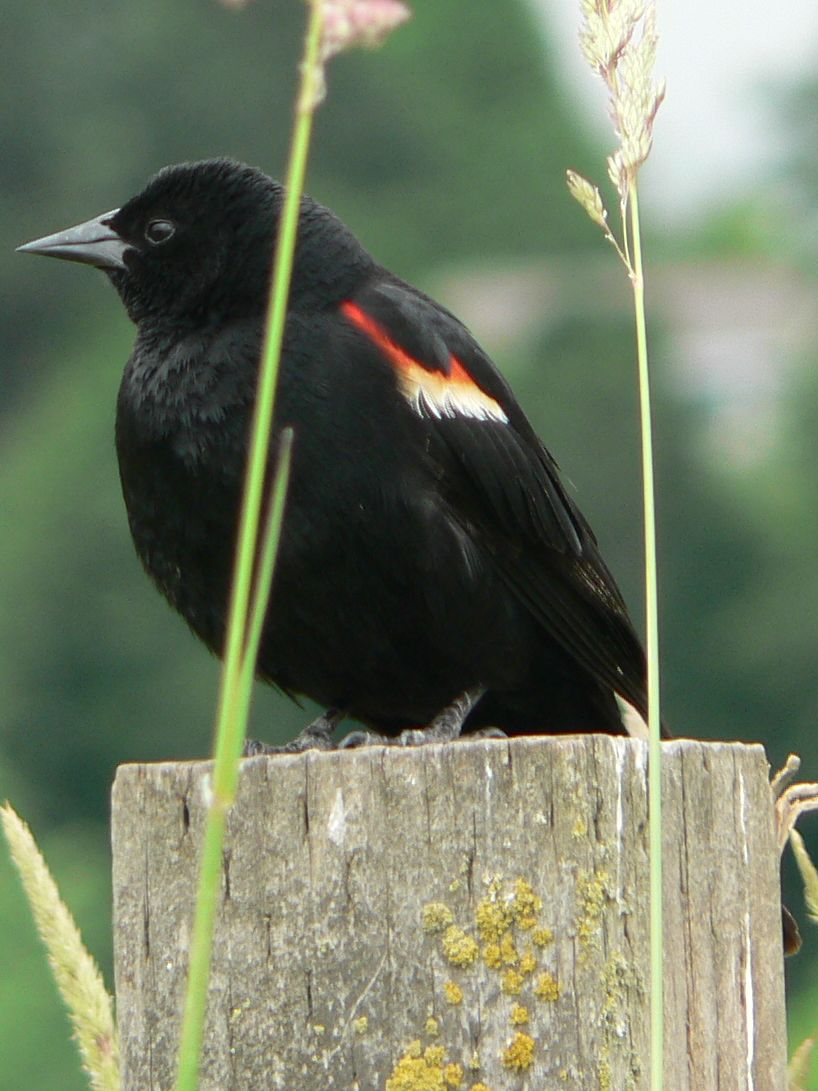
Los machos requieren un mayor suministro de alimento.

Cabe destacar que la mortalidad por desnutrición no depende únicamente del lugar que ocupe el polluelo en la secuencia en la que hayan eclosionado los huevos de la nidada, pues varía también en función de la edad de la madre, presentando una tasa de mortalidad superior los hijos de hembras jóvenes. Dado que en el mismo intervalo de desarrollo los machos alcanzan una peso corporal mucho mayor que las hembras y por lo tanto requieren un suministro de energía más importante, siendo especialmente vulnerables ante un aprovisionamiento insuficiente, cuando los pequeños nacidos del último o penúltimo huevo de la nidada de una madre joven resultan ser machos, estos enfrentan un alto riesgo de no recibir la cantidad de alimento que requieren para cubrir sus necesidades energéticas. En contraste, los machos nacidos de huevos depositados sobre el final de la puesta en nidadas de hembras mayores y, en menor medida, de mediana edad no están expuestos al mismo riesgo debido a que no sufren una desventaja comparable en lo referente a su masa corporal a pesar de la eclosión asincrónica. Los efectos de un comienzo tardío en el desarrollo postnatal de los hijos más jóvenes de las madres mayores son compensados por el hecho de que esas hembras depositan huevos cada vez más grandes en sus puestas; así, cuando estos pequeños rompen el cascarón ya tienen el mismo tamaño que sus hermanos. La disparidad en la tasa de mortalidad por desnutrición entre los nidos de las madres jóvenes y los de las mayores refleja, al menos en parte, la efectividad de este mecanismo de compensación energética, sugiriendo que el peso del huevo, y por lo tanto la masa del polluelo, influye sobre sus posibilidades de supervivencia; esto podría constituir una adaptación dirigida a mitigar las repercusiones de la eclosión asincrónica sobre las probabilidades de sobrevivir del pequeño más joven.

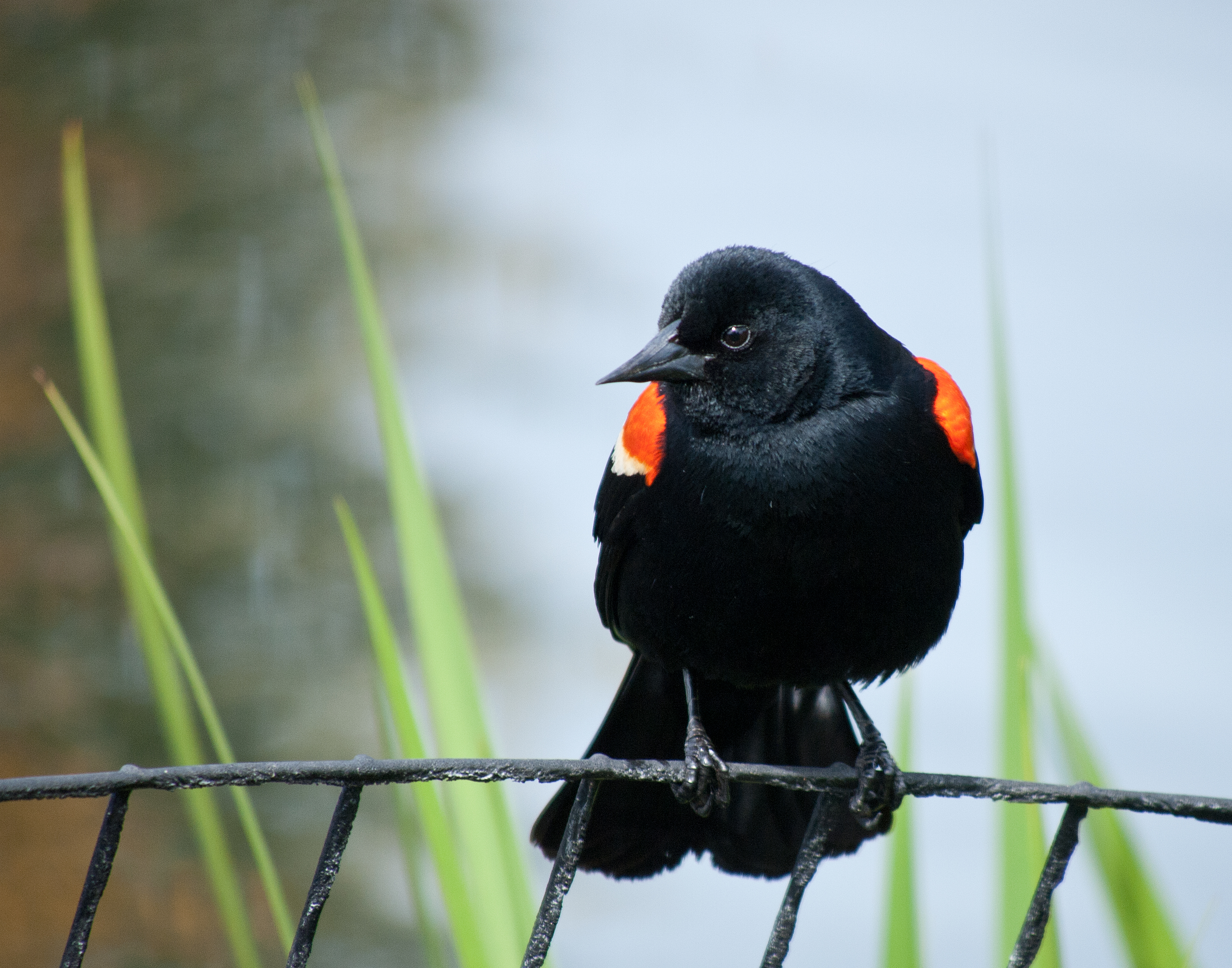
Los machos son especialmente vulnerables ante un aprovisionamiento insuficiente.

Por otro lado, se descubrió que una variedad de hormonas esteroides, incluyendo la testosterona, se encuentra presente en los huevos de tordo sargento y que la concentración de testosterona en la yema de los huevos de una nidada se incrementa siguiendo el orden en el que fueron depositados. Esta diferencia se mantiene también tanto en polluelos recién nacidos como en nidadas en las que el hermano mayor tiene alrededor de 48 horas de vida. Dado que la testosterona favorece el desarrollo del sistema musculoesquelético de los vertebrados ―y, por ende, del complexus, un músculo de gran tamaño ubicado en el dorso del cuello que proporciona al pequeño la fuerza necesaria para romper el cascarón y le permite flexionar y extender el cuello cuando pide comida―, un nivel más elevado de esta hormona podría aminorar la desventaja de los polluelos que eclosionan tardíamente al reducir la cantidad de tiempo que requieren para romper el cascarón y optimizar la efectividad de sus pedidos de alimento y, de esta manera, mejorar sus oportunidades de supervivencia. Asimismo, cabe destacar que el peso relativo del músculo complexus con respecto a la masa corporal total también aumenta en los pequeños según la secuencia en la que los huevos fueron puestos y que la correlación positiva entre estas dos variables fue hallada tanto en polluelos que acababan de nacer como en nidadas de dos días de edad. La concentración de testosterona en la yema está positivamente relacionada al peso relativo del complexus del pequeño, lo cual indicaría que esta hormona tiene un efecto anabólico sobre el desarrollo de dicho músculo.
Existe evidencia de que el último huevo de cada nidada de tordo sargento está «de repuesto» por si alguno de los depositados anteriormente llegara a no eclosionar. En las nidadas en las que todos los huevos eclosionan, la tasa de mortalidad de los polluelos nacidos del último huevo es más de cinco veces superior a la de sus hermanos. Sin embargo, la mortalidad del pequeño más joven se reduce significativamente si alguno de los otros huevos no eclosiona. Si la producción de un polluelo «extra» ha evolucionado para asegurar el reemplazo de otro que no sobreviva, entonces es posible que un mayor nivel de testosterona en su huevo contribuya a incrementar la habilidad del pequeño para competir por comida.

### Desarrollo de la capacidad termogénica
A lo largo de su relativamente corta permanencia en el nido, su peso inicial de 3,5 g tras la eclosión se multiplica entre ocho y once veces. Su capacidad termogénica mejora marcadamente durante el mismo período, transformando a los polluelos de pasivos ectotermos antes de los 3 días de edad en competentes endotermos para el momento en el que dejan el nido. En su tercer día de vida, su metabolismo disminuye sustancialmente en respuesta a caídas graduales en la temperatura. Las mejorías más abruptas en su capacidad para regular la temperatura corporal se producen entre el quinto y el octavo día de edad: los pequeños de 8 días pueden mantener su temperatura corporal en un rango mucho mayor de temperaturas ambiente que los de 5 días.
Entre los 2 y los 6 días de vida, las nidadas tomadas en su conjunto logran mantener temperaturas corporales muy superiores a las de los individuos aislados: por ejemplo, las nidadas de 6 días generalmente mantienen las temperaturas corporales por encima de los 35 °C incluso a una temperatura ambiente de 5 °C, mientras que las temperaturas corporales de polluelos de esa misma edad tomados individualmente caen lo suficiente como para acercarse a la temperatura ambiente ante la exposición a una temperatura tal de 15 °C y descienden por debajo de los 35 °C incluso a una temperatura ambiente de 25 °C. Los individuos de 8 días logran regular su temperatura corporal a temperaturas ambiente de 15 °C y a veces incluso de 5 °C, pero el costo metabólico que esto representa es proporcionalmente alto comparado con aquel en el que incurriría una nidada entera. La termogénesis no es controlada por la termorregulación sino hasta los 4 o 5 días de vida, aunque las nidadas pueden modular su aislamiento térmico homeostáticamente al menos desde los 3 días. Esto se debe a que los polluelos en el nido experimentan un aislamiento térmico superior al de pequeños por separado gracias a la protección del nido mismo y a la posibilidad de acurrucarse junto a sus pares y así el conjunto de los hermanos logra combinar sus capacidades termogénicas.
Se reconocen dos etapas en el desarrollo de estos polluelos altriciales. En la primera —denominada «fase inercial»—, aunque la termogénesis no se encuentra bajo el control termorregulatorio, las temperaturas corporales de las nidadas en el nido pueden permanecer bastante por encima de la temperatura ambiente durante los largos períodos de ausencia parental en virtud de la inercia térmica. En la segunda etapa —conocida como «fase termorregulatoria»—, las nidadas han adquirido la capacidad de termorregularse fisiológicamente, lo que implica una estabilización más efectiva de las temperaturas corporales y costos metabólicos más elevados que en la fase inercial. En los tordos sargento, al menos entre un 53% y un 72% del incremento del contenido de energía corporal resultante del crecimiento entre la eclosión y el momento del abandono del nido se produce durante la fase termorregulatoria.
Un desarrollo funcional de la tiroides probablemente sea crítico para la adquisición de las capacidades endotérmicas, pues las hormonas producidas en dicha glándula jugarían un rol importante en las respuestas endotérmicas a las bajas temperaturas. El tamaño de la tiroides aumenta a lo largo del crecimiento del pequeño; la etapa de más rápido crecimiento de la glándula ocurre justo antes del desarrollo de la endotermia. Para el octavo día de edad del ave, la tiroides ha alcanzado el tamaño típico de la de un adulto.

## Éxito reproductivo

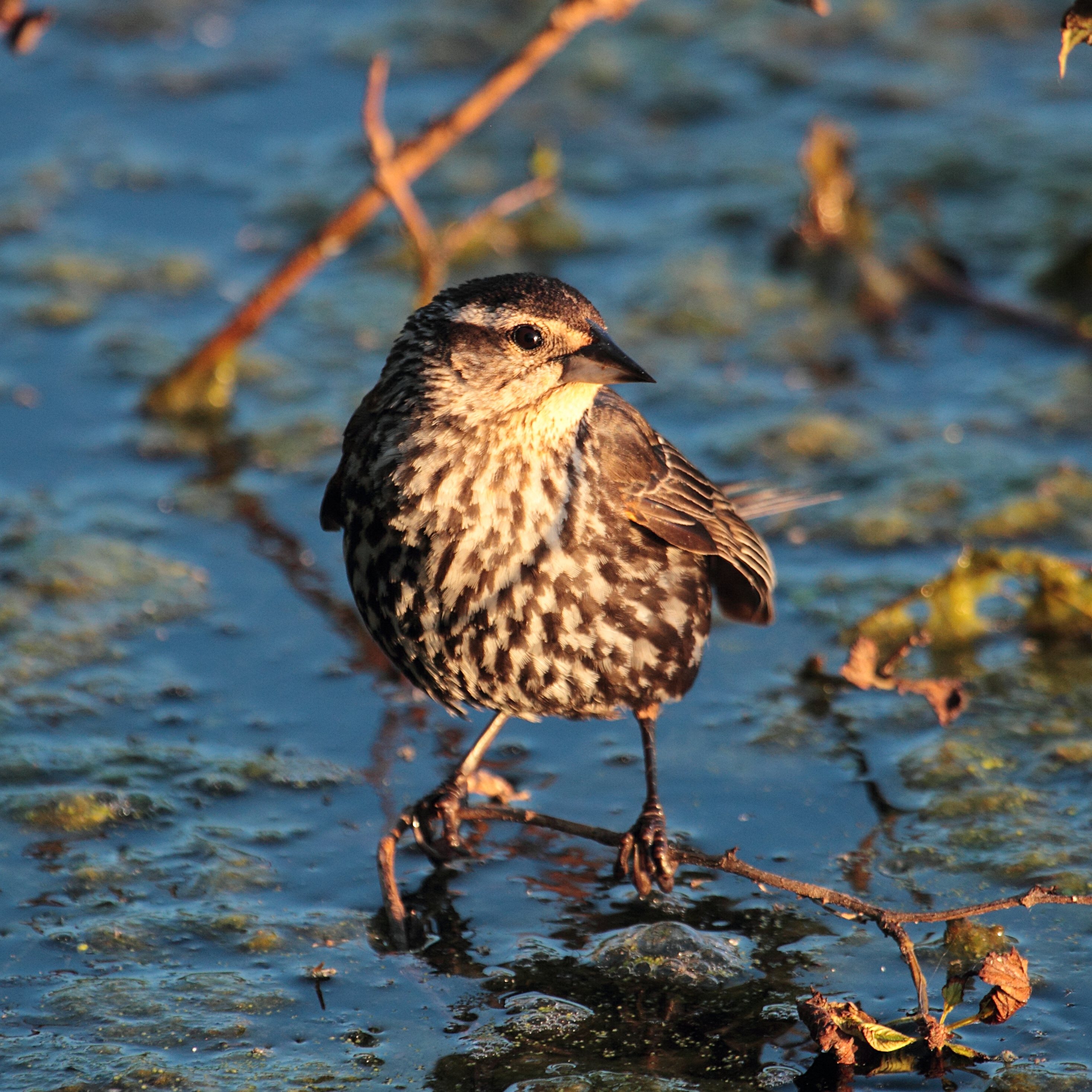
Las hembras experimentan un incremento en su éxito reproductivo cuando sus compañeros colaboran en la alimentación de la nidada.

Probablemente un 50% de los huevos depositados no producirá polluelos que lleguen a dejar el nido. Según diferentes estudios, la cantidad de individuos que lograban independizarse por nido activo era de 0,6 en Nueva York, 0,8 en el norte de Luisiana y 1,9 en Ohio. En este último estado, se registró que el número promedio de pequeños que alcanzaban a abandonar el nido anualmente por madre era de 1,3.
En un estudio llevado a cabo en varios pantanos de Ontario, se encontró que, si bien la cantidad de polluelos que conseguían independizarse en el territorio de un macho variaba en gran medida en función del número de hembras en su harén, los machos podían incrementar su éxito reproductivo alimentando a su descendencia en uno o más de sus nidos. El éxito reproductivo de las madres se veía significativamente favorecido por la colaboración de sus parejas. Por otro lado, aquellas que no recibían ayuda en parcelas de machos «colaboradores» no sufrían una reducción significativa en su éxito reproductivo en comparación a las compañeras de machos «no colaboradores». Sin embargo, los hijos de hembras emparejadas con machos bígamos dejan el nido con un peso menor al de los de madres con compañeros monógamos y, dado que la supervivencia de los juveniles guarda relación con la masa corporal al momento de abandonar el nido, es probable que los pequeños de las primeras experimenten tasas de supervivencia inferiores a los de las segundas.

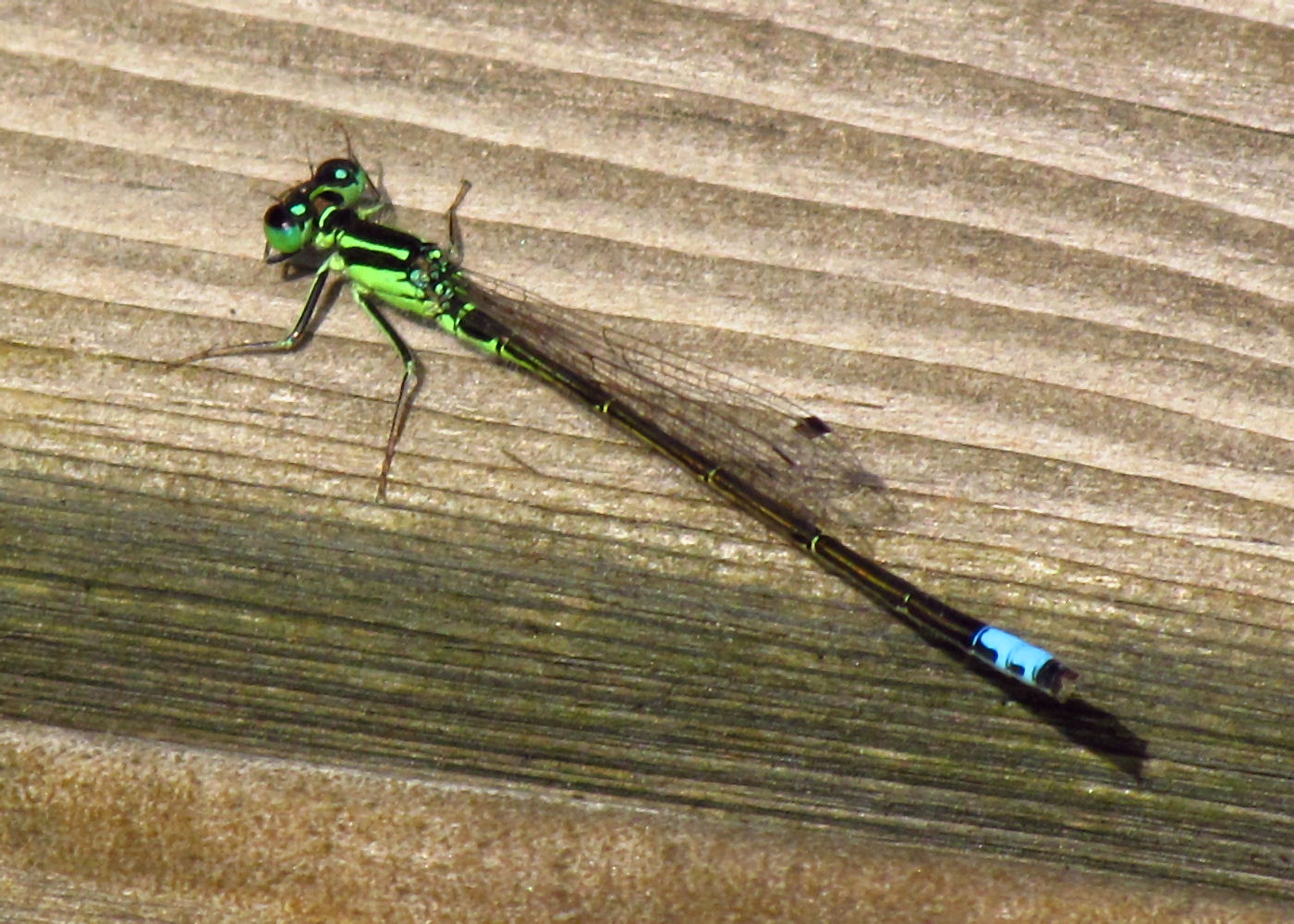
Ischnura verticalis, un odonato norteamericano. En el sudoeste de Míchigan, la abundancia de odonatos emergentes tenía un efecto positivo sobre la cantidad de polluelos que lograban abandonar el nido por hembra y por territorio.

Los hallazgos acerca del efecto de la densidad de adultos reproductivos sobre el éxito de las nidadas han sido inconsistentes. Estudios en el este de Ontario sugerían que el éxito reproductivo de las hembras estaba negativamente relacionado con la densidad de estas anidando dentro de los dominios de un macho. Sin embargo, experimentos en el noroeste de Pensilvania revelaron que el éxito reproductivo de las mismas en territorios en los que algunas de las compañeras del macho habían sido removidas no era mayor al de aquellas en parcelas de control a pesar de su menor densidad en los primeros. Tampoco en el sudoeste de Míchigan se encontró evidencia de que el éxito reproductivo de machos o hembras dependiera de la densidad de adultos reproductivos: el tamaño de los harenes no afectaba la cantidad de polluelos que llegaban a dejar cada nido, y el éxito reproductivo de los machos también era independiente del número de estos compartiendo un mismo estanque.
Aunque la densidad de adultos reproductivos en diferentes estanques no está relacionada con la abundancia de odonatos emergentes, esta tiene un efecto positivo sobre la cantidad de individuos que logran abandonar el nido por madre y por territorio y sobre la masa de los pequeños al abandonarlo, lo cual ilustra una aparente falta de concomitancia entre los rasgos ambientales considerados en la selección del hábitat y las características ambientales que regulan el éxito reproductivo.
En los pantanos de aguas salobres, los nidos pueden ser destruidos por las mareas altas. En hábitats de ese tipo en el George C. Reifel Migratory Bird Sanctuary (Delta, sudeste de la Columbia Británica), en el período 1976-1982, entre un 0,0% y un 18,5% de los nidos en distintos años —4,8% en promedio— no produjo ningún polluelo que alcanzara a independizarse por esta razón.
| Estado/provincia, ciudad/condado/punto geográfico                    | Lugar/hábitat              | Fecha del estudio | Porcentaje de nidos exitosos | Cantidad de polluelos independizados por cada 100 huevos depositados | Notas y referencias |
| -------------------------------------------------------------------- | -------------------------- | ----------------- | ---------------------------- | -------------------------------------------------------------------- | --- |
| ¿?                                                                   | ¿?                         | Anterior a 1958   | 43,2%                        | 47,9                                                                 | 16 nidadas exitosas sobre 37 nidos. 35 polluelos abandonaron el nido sobre 73 huevos depositados en 23 nidos. |
| Columbia Británica, Delta, George C. Reifel Migratory Bird Sanctuary | Pantanos de aguas salobres | 1976-1982         | 35,1%                        | ―                                                                    | 18,9% a 45,1% en diferentes años. |
| Illinois, condado de Cook                                            | ¿?                         | 1941              | ―                            | 59,7                                                                 | No había relación entre el éxito reproductivo y el tamaño de la población. |
| Luisiana, norte del estado                                           | ¿?                         | 1975              | 34,6%                        | ―                                                                    | 44 nidadas exitosas sobre 127 nidos. |
| Maryland, bahía Chesapeake                                           | Pantanos                   | 1959-1961         | 57%                          | ―                                                                    | El éxito reproductivo varió entre un 58,6% en 1959 y un 52,8% en 1961 y entre un 38% y un 69% en las distintas colonias. |
| Maryland, ¿?                                                         | ¿?                         | Anterior a 1964   | 50%                          | ―                                                                    | [ 12 ] |
| Míchigan, sudoeste del estado                                        | Estanques de totoras       | 1993              | 84%                          | ―                                                                    | El fracaso de todas las nidadas fallidas pareció deberse a la desnutrición o al abandono del nido y el de ninguna a la depredación, pues no se encontraron nidos vacíos o dañados.                                                                        |
| Nueva York, ¿?                                                       | Pantanos y tierras altas   | 1960-1961         | 32%                          | ―                                                                    | El éxito reproductivo fue marcadamente superior en tres pantanos que en dos hábitats de tierras altas. |
| Oklahoma, condados de Payne y Noble                                  | Estanques (8) y lagos (2)  | 1965              | 26,7%                        | 23,9                                                                 | 38,9% de huevos eclosionados. Mayor éxito entre los nidos construidos antes del 1 de junio, cercanos al suelo o a la superficie del agua y sobre aguas profundas. El éxito reproductivo varió entre un 0% y un 60% entre los distintos sitios de estudio. |
| Pensilvania, ¿?                                                      | Pantano                    | 1960-1964         | 53%                          | ―                                                                    | El éxito reproductivo varió entre un 37% y un 67% en el mismo pantano durante esos años. |
| Washington, condado de Grant                                         | Pantanos (14)              | 1978, 1986-1988   | 60%                          | ―                                                                    | Nidos no parasitados de inicios de la temporada reproductiva. |
| Washington, condado de Grant                                         | Pantanos (14)              | 1978, 1986-1988   | 30%, menos del               | ―                                                                    | Nidos no parasitados de fines de la temporada reproductiva. |
| Wisconsin, ¿?                                                        | ¿?                         | 1959-1960         | 29%                          | ―                                                                    | [ 82 ] |
| Wisconsin, cerca de Beloit                                           | Pradera Newark Road        | 1983-1984         | 38%                          | ―                                                                    | Pradera húmeda en la primavera temprana, seca en el apogeo de la temporada de nidificación. |
| Wisconsin, cerca de Beloit                                           | Pradera Newark Road        | 1985 (mayo)       | 34%                          | ―                                                                    | 19 nidadas exitosas sobre 56 nidos. |
| Wisconsin, Madison                                                   | Pantanos Kettle y Redwing  | 1983-1984         | 60%, más del                 | ―                                                                    | Pantanos de aguas profundas (>30 cm). |
| Wisconsin, Madison                                                   | Pantano Cloverleaf         | 1983-1984         | 10%, menos del               | ―                                                                    | Pantano de aguas playas (<10 cm). |

### Efectos del sustrato y altura del nido y de la profundidad del agua

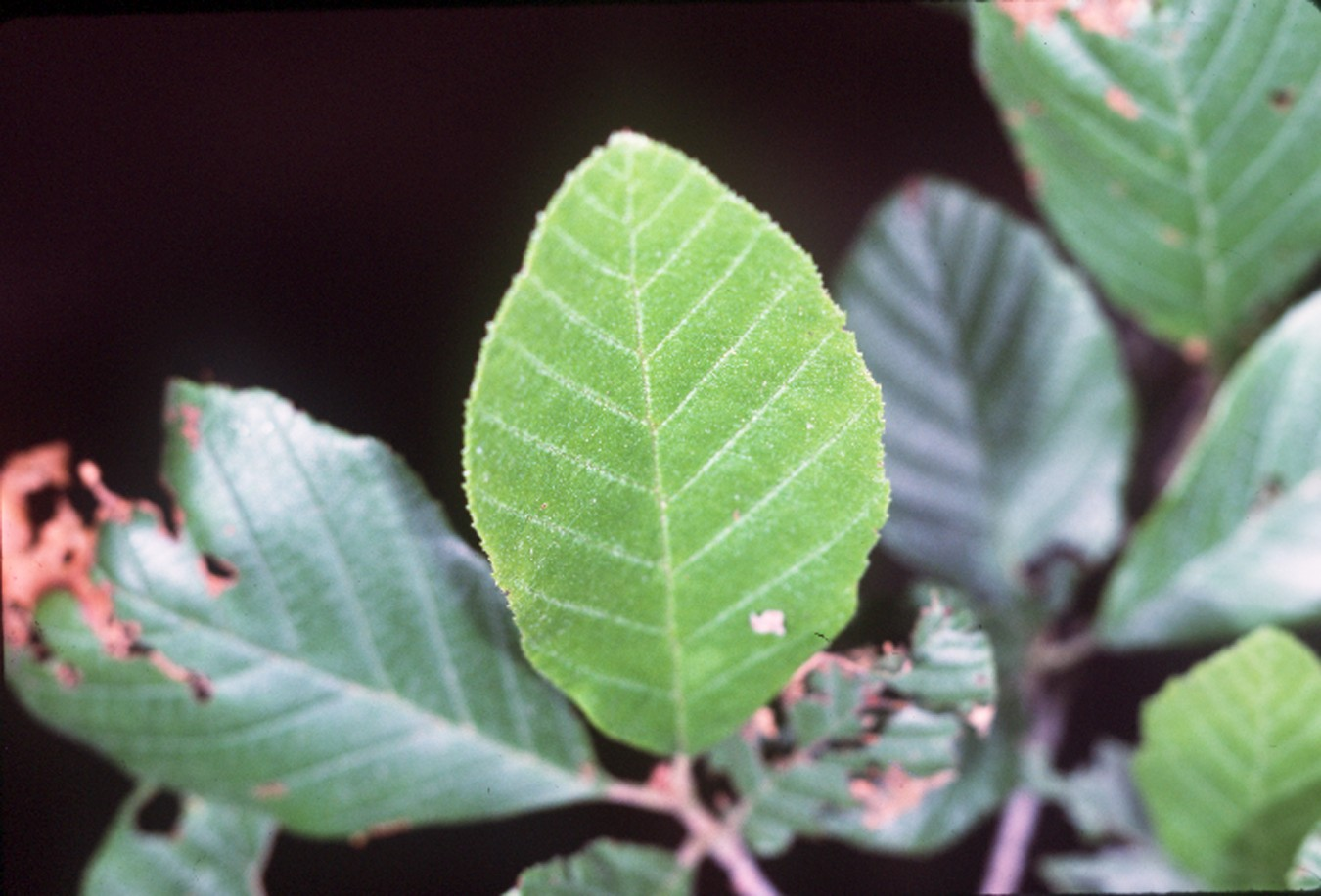
Hojas de aliso rojo (Alnus serrulata). En el norte de Luisiana en 1975, se registró un éxito reproductivo del 23% en nidos construidos sobre esta especie.

En el norte de Luisiana en 1975, los nidos ubicados sobre más de 15 cm de agua eran notablemente más exitosos —33,3%, comparable al 31,6% de los de tierra firme— que los situados sobre entre 1 y 15 cm de agua —17,9%—. De manera similar, en los condados de Payne y Noble (norte de Oklahoma) en 1965, se había registrado entre los nidos descubiertos sobre el agua un incremento en el éxito reproductivo a medida que aumentaba la profundidad de esta. Asimismo, los nidos a baja altura habían sido los más exitosos y su éxito, decrecido conforme esta se incrementaba, lo cual podría atribuirse al hecho de que, como la mayoría había sido construida entre totoras, aquellos a mayores alturas eran más proclives a volcarse y perder su contenido.
Por otro lado, en los pantanos de la bahía de Chesapeake (este de Maryland) entre 1958 y 1961, el éxito reproductivo había aumentado con la distancia desde el suelo: 45% para los nidos a menos de 61 cm, 55% para aquellos entre los 61 y los 122 cm y 62% para los que se encontraban a una altura superior a los 122 cm. Aunque menos significativa, también en el norte de Luisiana en 1975 se detectó una correlación positiva entre la altura de los nidos y el éxito reproductivo, excepto para los que se emplazaban por encima de los 2,4 m: 12,5% de nidos exitosos a una altura de entre 0 y 0,6 m; 28,1% entre 0,6 y 1,2 m; 32,5% entre 1,2 y 1,8 m; 33,3% entre 1,8 y 2,4 m, y 21,5% entre 2,4 y 8 m. El bajo éxito reproductivo en los nidos a entre 0 y 0,6 m se debió en gran parte a la depredación y el de aquellos a más de 2,4 m podría hallar su causa en factores meteorológicos.

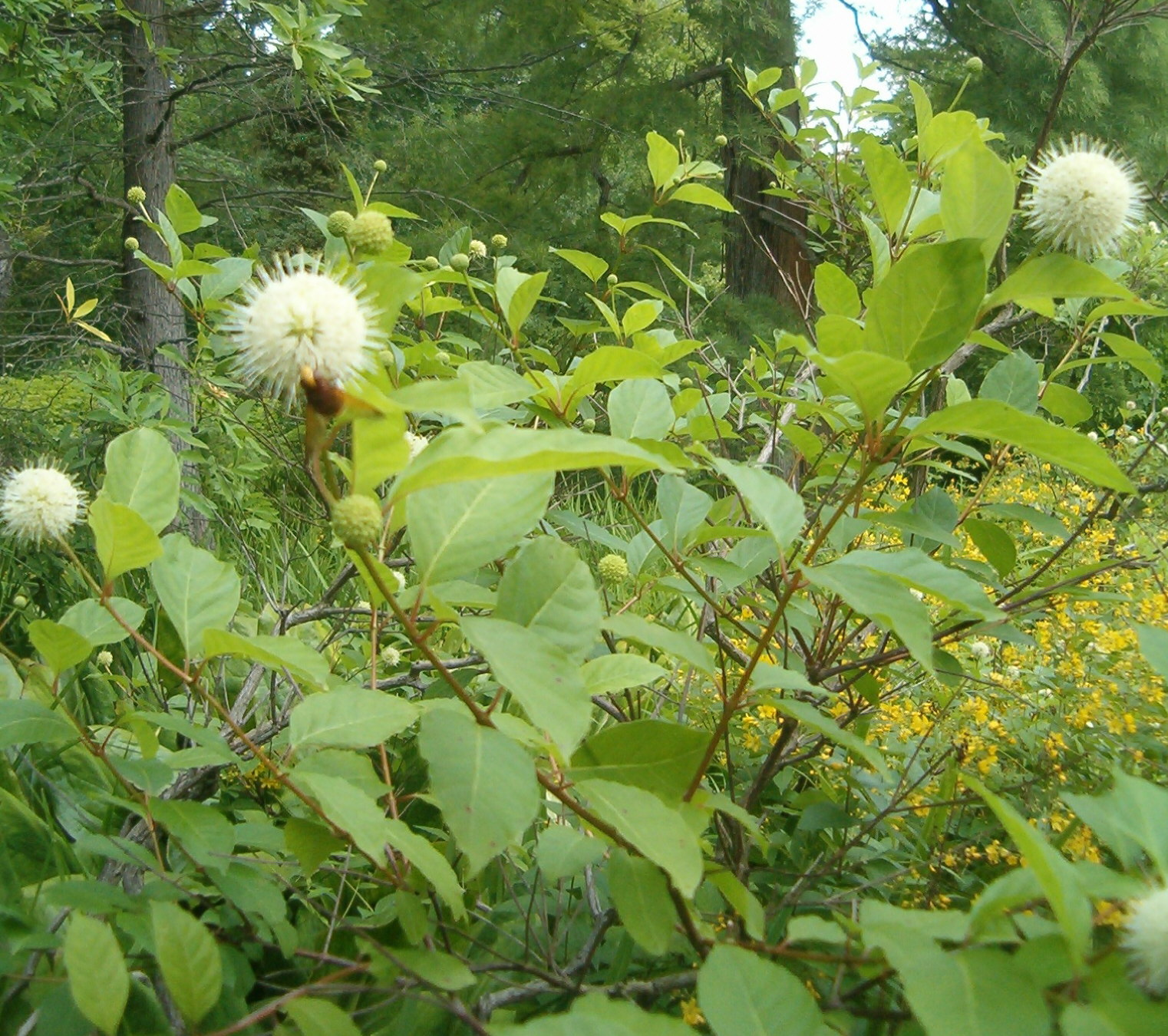
Alamillo mielero (Cephalanthus occidentalis). En el norte de Luisiana en 1975, se registró un éxito reproductivo del 32% en nidos construidos sobre esta especie.

En un estudio en el condado de Spokane (este de Washington), los territorios en los que predominaban las totoras produjeron más polluelos que alcanzaban a dejar el nido por hembra reproductiva que aquellos con mayor presencia de ciperáceas en 1967, aunque no en 1966. Los nidos ubicados entre totoras fueron más exitosos en ambos años que los situados sobre ciperáceas. El ocultamiento de los depredadores y, en menor medida, la protección del viento y de la lluvia probablemente expliquen la preferencia por las totoras como sustrato de nidificación. Estos nidos sufrían tasas de depredación menores que los descubiertos entre ciperáceas. Por lo general, los nidos sobre totoras habían sido construidos a mayor altura sobre el agua que aquellos entre ciperáceas, y la depredación disminuía con la altura a la que se encontraban. Los nidos entre totoras esparcidas producían en promedio más jóvenes que llegaban a independizarse que aquellos en áreas de mayor densidad de totoras. Por otro lado, en el sudoeste de Míchigan, la densidad de los tallos de totoras no estaba relacionada al número de polluelos que abandonaba el nido por cada hembra ni por cada parcela masculina.

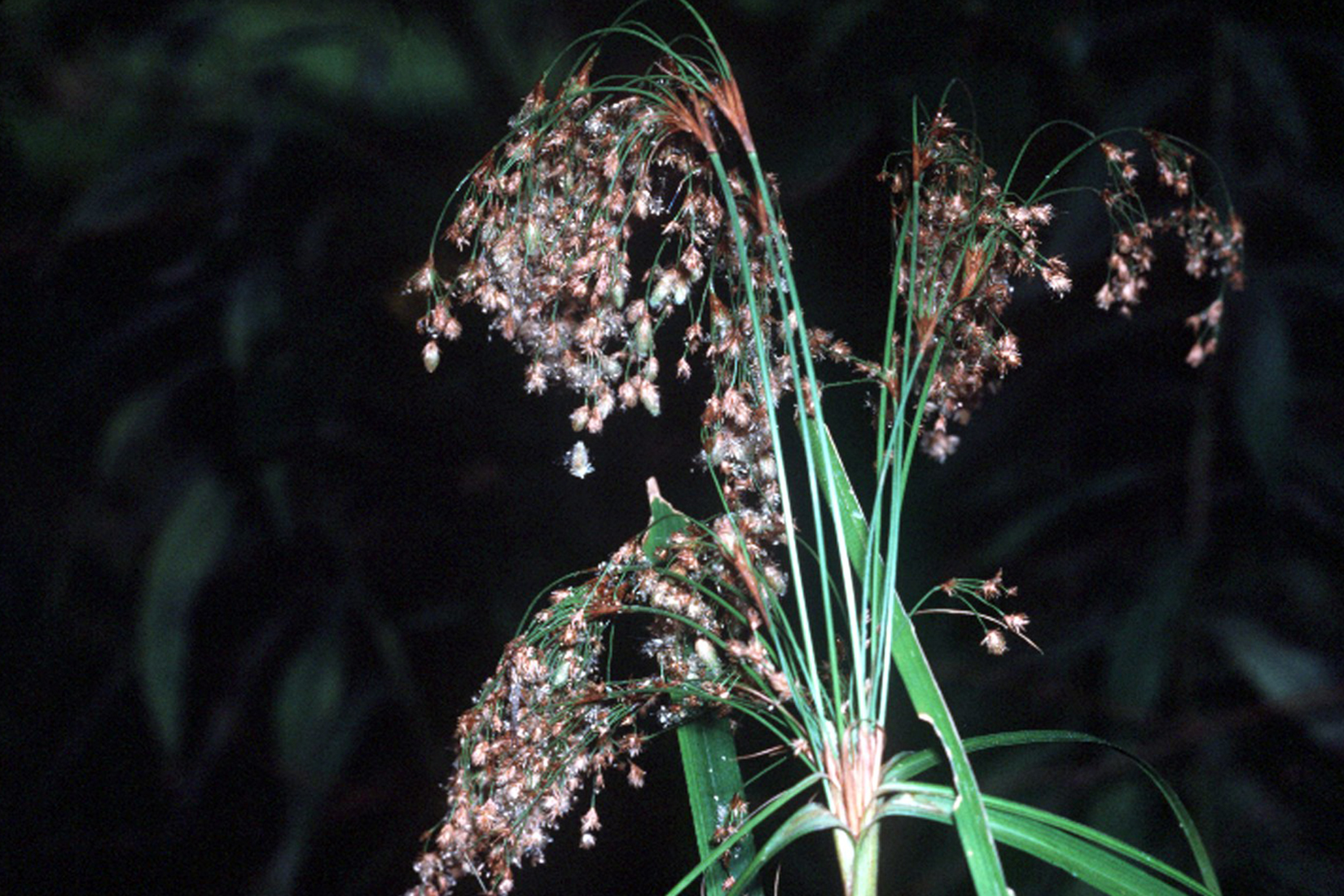
Scirpus cyperinus. En el norte de Luisiana en 1975, se registró un éxito reproductivo del 26% en nidos construidos sobre esta especie.

Asimismo, en dos hábitats de pantanos y uno en tierras altas en Toledo (norte de Ohio) y Battle Creek (sur de Míchigan) en 1964 y 1965, el éxito reproductivo de los nidos emplazados a mayor distancia del suelo o del agua era superior al de los ubicados a menores alturas: la cantidad de polluelos que lograban la independencia por cada 100 huevos depositados era de 17,2 para nidos a menos de 61 cm, de 22,0 para los situados entre los 61 y 122 cm y de 34,8 para aquellos a más de 122 cm. Sin embargo, los autores advierten que esta información combina datos de nidos sobre pastos, hierbas y totoras a una altura media de alrededor de 55 cm y de otros sobre arbustos y árboles a una altura media de aproximadamente 144 cm. Las diferencias halladas en el éxito reproductivo podrían deberse, por lo tanto, al tipo de sustrato más que a la altura en sí misma.
En la bahía de Chesapeake entre 1958 y 1961, las plantas robustas habían sustentado el 95% de los nidos, con un éxito reproductivo del 58%; en contraste, las otras plantas habían albergado solo el 5% de ellos, con un éxito reproductivo del 26%. También en el norte de Luisiana en 1975 se registró, en términos generales, un mayor éxito reproductivo sobre especies leñosas que sobre hierbas: 14% sobre sauces (Salix spp.), 23% sobre alisos rojos (Alnus serrulata) y 32% sobre alamillos mieleros (Cephalanthus occidentalis) frente a 0% sobre totoras (Typha spp.), 8% sobre juncos (Juncus spp.) y 26% sobre Scirpus cyperinus. Los factores meteorológicos propician un mayor éxito reproductivo en los nidos descubiertos sobre vegetación más firme debido a que estos son menos propensos a ser volteados por el viento y la lluvia. Curiosamente, la categoría de los sustratos rara vez empleados en el norte de Luisiana tuvo una alta tasa de éxito reproductivo (47,1%); la razón de este fenómeno ya observado anteriormente no es del todo clara, pero se ha sugerido que estos sustratos altamente favorables no son utilizados con mayor frecuencia porque no se adecuan muy bien al patrón de nidificación territorial y grupal al que los tordos sargento están acostumbrados.

### Efectos de la depredación y el parasitismo de puesta

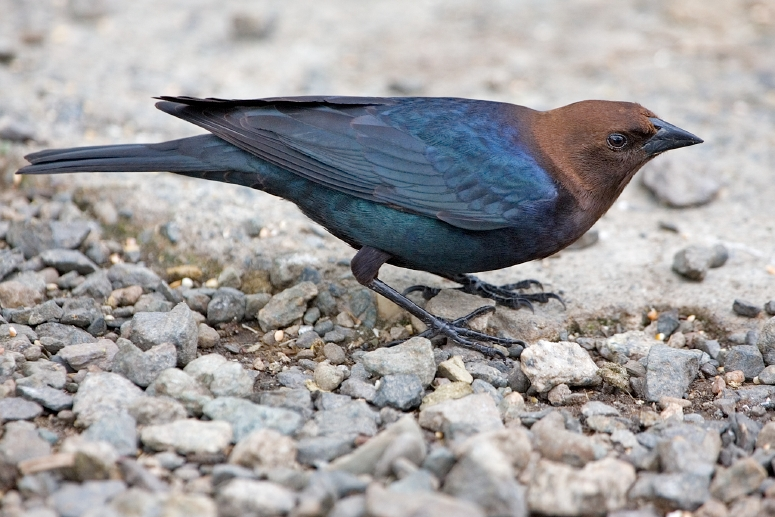
Macho de tordo cabecicafé (Molothrus ater). El parasitismo de puesta por parte de esta especie en los nidos de tordos sargento probablemente no afecte mucho el éxito reproductivo de su huésped.

La depredación es la causa más importante de mortalidad en los nidos. Es común que entre un 30% y un 50% de los nidos sea depredado. En los pantanos de aguas salobres del George C. Reifel Migratory Bird Sanctuary en el período 1976-1982, entre un 36,9% y un 51,7% de los nidos en distintos años —44,2% en promedio— lo fue. En vista de la restringida incidencia del parasitismo de puesta del tordo cabecicafé (Molothrus ater) en los nidos de tordos sargento y de su aparentemente insignificante efecto sobre la mortalidad de sus polluelos, parecería que este factor merece poca consideración respecto del éxito reproductivo de esta ave.

#### Depredación en relación con la ubicación del nido

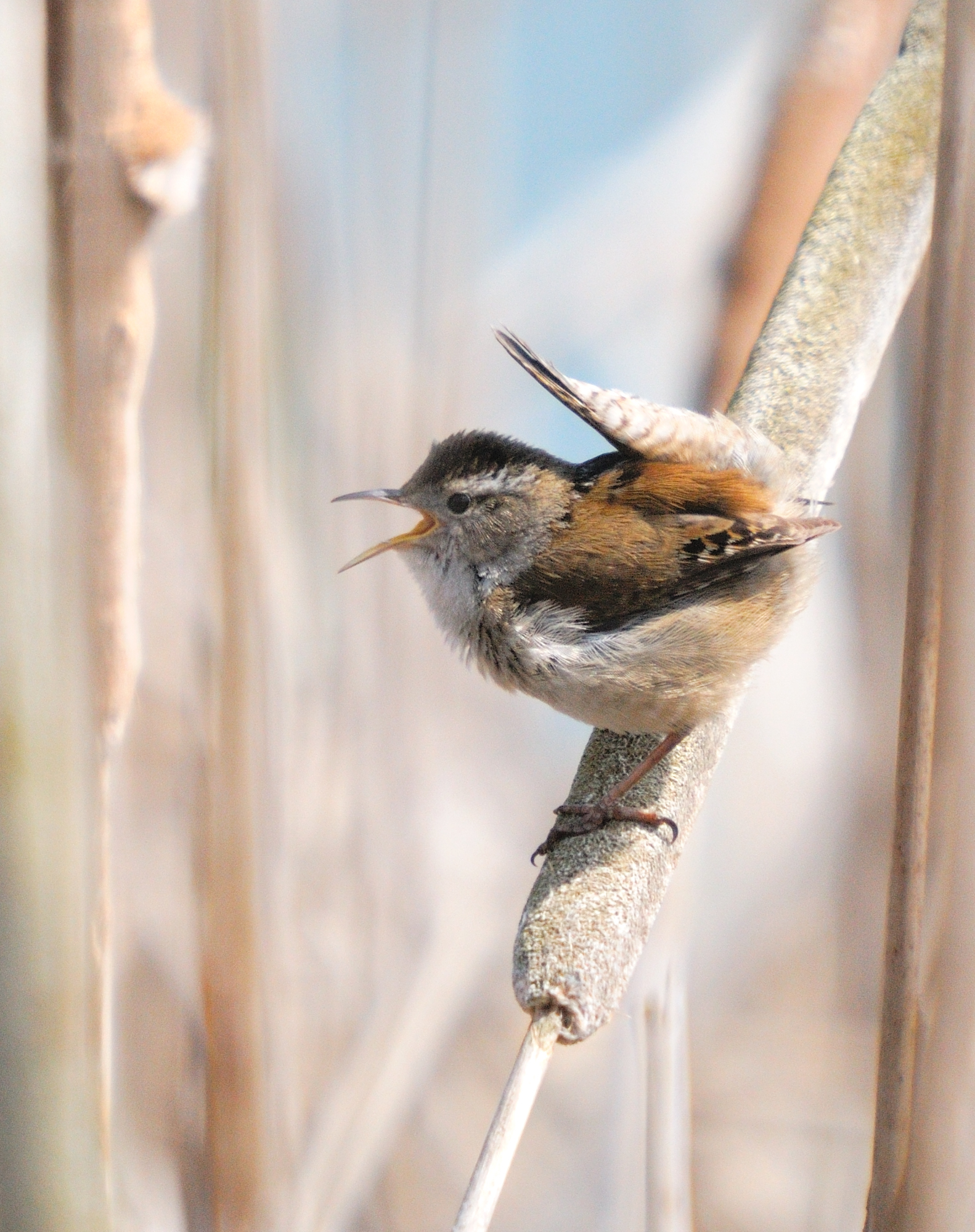
Chivirín pantanero (Cistothorus palustris), depredador común en los nidos de tordo sargento.

El éxito reproductivo de los tordos sargento está positivamente relacionado con la distancia a los nidos de chivirín pantanero (Cistothorus palustris), un depredador común en los nidos de esta especie. La reproducción en altas densidades podría constituir una adaptación contra la depredación. De hecho, se ha sugerido que la depredación del chivirín pantanero pudo haber favorecido la evolución de un patrón de nidificación concentrado. Un estudio reveló que cuando en las cercanías había chivirines pantaneros la tasa de depredación en dichos nidos disminuía conforme aumentaba la densidad de hembras. Es probable que esto se deba a la defensa mutua de los nidos, lo cual implica que la protección del nido propio por parte de una hembra podría también tener un efecto sobre la suerte del de una vecina. Por otro lado, se ha encontrado evidencia contradictoria respecto de si la nidificación colectiva produce o no efectos geométricos ―es decir, si los nidos ubicados en el centro de una colonia son menos afectados por la depredación― o de dilución y saciado de los depredadores.
Las poblaciones que anidan en pantanos tienen mayor éxito reproductivo que las que lo hacen en tierras altas debido a que en el primer caso es menor la proporción de nidos destruidos por depredadores. Las colonias situadas en pantanos son más grandes y tienden a ser más sincrónicas que las ubicadas en tierras altas; sin embargo, la duración de la actividad vinculada a la anidación es más prolongada en colonias de mayores dimensiones. El gran tamaño y la nidificación sincrónica de algunas colonias reduce la depredación desde una perspectiva porcentual.
Las hembras tienden a construir sus nidos en sitios próximos a puntos de observación desde los que los machos puedan vigilarlos. Los nidos exitosos suelen estar asociados a puntos de observación significativamente más altos y cercanos que los que sufren ataques de depredadores. Mientras que un estudio halló que los machos que se ocupaban más de vigilar sus nidos no eran más agresivos en su defensa y no experimentaban un mayor éxito respecto de la obtención de parejas o un mayor éxito reproductivo que aquellos que se dedicaban menos a esa tarea, otro estudio descubrió que los nidos exitosos habían sido defendidos más agresivamente.

#### Depredación en relación con el momento de nidificación
Las hembras que anidan tempranamente tienen un mayor éxito reproductivo. En los condados de Payne y Noble (norte de Oklahoma) en 1965, los nidos de comienzos de la temporada tendían a ser más exitosos (29,0%) que los iniciados después del 1 de junio (22,7%). En la mayoría de las colonias tanto grandes como pequeñas, el porcentaje de nidos atacados por depredadores es menor durante el apogeo de la actividad vinculada a la anidación que más tarde. En un estudio en el condado de Grant (centro de Washington), menos del 30% de los nidos no parasitados de fines de la época de reproducción fue exitoso, mientras que hasta el 60% de los nidos no parasitados de comienzos de la temporada acogieron polluelos que alcanzaron a independizarse.
En un estudio en una población oriental en la que el 77% de los nidos fallidos debió su fracaso a los depredadores, el 50% de los nidos era iniciado en solo el 16% de la temporada. La proximidad temporal de los nidos estaba positivamente relacionada al número de polluelos que alcanzaban abandonarlos. La probabilidad de evitar la depredación se incrementaba con la cantidad de «vecinos temporales». Si bien los nidos más tempranos fracasaban más pronta y frecuentemente, las hembras filopátricas, que se reproducían más tempranamente que las hembras nuevas y cuyos primeros nidos eran más proclives a no ser exitosos, típicamente renidificaban durante el apogeo de la actividad de nidificación o, si su primer nido tenía éxito, a veces comenzaban una segunda nidada antes del final de la temporada. Las hembras nuevas iniciaban sus nidos más tardíamente que las filopátricas, pero tendían a hacerlo dentro del apogeo de la actividad de nidificación, lo que favorecía sus probabilidades de éxito.
Por otro lado, cabe destacar que diferentes estudios han arribado a conclusiones diversas respecto de si la sincronía reproductiva incrementa el éxito reproductivo por medio de una disminución en los niveles de depredación. Se ha sugerido que la inconsistencia entre los resultados del susodicho estudio y los de otras investigaciones pueden atribuirse a las diferencias en los principales depredadores de nidos. En aquel estudio la importancia de los depredadores mamíferos parecía ser menor que en otros y bien es sabido que aunque los tordos sargento atacan a aves depredadoras su capacidad de defender los nidos contra los mamíferos es limitada. El acoso grupal de las aves depredadoras podría resultar en una relación positiva entre la sincronía reproductiva y el éxito reproductivo cuando las aves son los principales depredadores en los nidos.

## Otros factores intervinientes en la reproducción
En las tierras altas, las dimensiones de las colonias podrían estar restringidas por la escasez de determinados recursos, tales como los sitios de nidificación y el alimento. Los pantanos son generalmente más productivos que los hábitats de tierras altas y presentan una fuente de alimento —insectos acuáticos emergentes— que es renovada rápida y continuamente. El tamaño de las poblaciones reproductivas en los pantanos parece corresponderse con la biomasa de los insectos. La cantidad de energía disponible en estos hábitats bajo la forma de insectos, junto al tipo de vegetación preferida para la nidificación, podría ser un factor regulador del tamaño de una población reproductiva. La actividad reproductiva de las poblaciones de tordos sargento parece estar relacionada al período en el que un importante suministro de insectos se encuentra disponible para la alimentación de los polluelos. La temperatura ambiental probablemente sea un estímulo común para el desarrollo de los insectos y para la anidación de las aves.
Según un estudio realizado en las praderas de pasto alto del sur de Wisconsin, la quema controlada tiene escaso impacto sobre la reproducción de esta especie. Las quemas de primavera no retrasaron el comienzo de la temporada reproductiva ni afectaron la cantidad de nidos construidos. En cambio, experimentos en Washington revelaron que el suministro de alimento suplementario adelanta el inicio de la nidificación.
A diferencia de lo que sucede en especies monógamas, un estudio realizado con tordos sargento machos no encontró un pico en los niveles de testosterona a principios de la temporada reproductiva, pero sí una meseta de cinco semanas de duración en los niveles de dicha hormona a lo largo del período en el que se iniciaba la mayoría de los nidos. Durante la temporada reproductiva, los machos territoriales presentan niveles de testosterona más altos que aquellos que no tienen un territorio propio. Los machos no territoriales subadultos son los que exhiben los niveles más bajo de esta hormona. A su vez, los machos territoriales generalmente tienen los mayores niveles de corticosterona durante la mayor parte de la temporada reproductiva. Esto implica un mayor costo energético para los machos territoriales. Los niveles de testosterona en los machos a comienzos de abril están significativamente correlacionados con su éxito reproductivo anual. También existe una relación positiva entre los niveles de corticosterona a principios de abril y el eventual éxito reproductivo. Los niveles de hormonas esteroides podrían afectar la posesión territorial y el éxito reproductivo en esta especie.
A diferencia de lo que sucede en otras especies, no se encontró evidencia de que sutiles imperfecciones en la simetría bilateral de los machos de tordo sargento tuvieran relación con un peor estado de salud o menores posibilidades de sobrevivir fuera de la temporada reproductiva, un menor éxito al competir por territorios, compañeras u otras hembras con las que copular que no fueran sus compañeras, o un menor éxito en la competencia intrasexual por el alimento. Debido a que los resultados de estudios sobre la simetría bilateral de los tordos sargento machos no son consistentes con la premisa de que un alto grado de asimetría indicaría una calidad fenotípica o genotípica inferior, quizá no sorprenda que las hembras de esta especie no parezcan tomar la simetría como criterio en la elección de pareja.
Los machos con parásitos en la sangre tienen las mismas posibilidades de adquirir un territorio y de sobrevivir de un año al otro que los no parasitados. De manera similar, las hembras parasitadas y no parasitadas no muestran diferencias en referencia a cuán temprano comienzan a anidar, la cantidad de huevos que depositan y sus posibilidades de supervivencia de un año al siguiente. Por otro lado, los rasgos sexuales secundarios masculinos, particularmente la agresión intrasexual, revelaban el estatus parasitológico bastante acertadamente. El plumaje y los rasgos morfológicos también permiten discriminar entre individuos con y sin parásitos entre las hembras. Sin embargo, los patrones de apareamiento aparentemente no guardan relación con el estatus parasitológico de los machos o de las hembras.

## Parasitismo de puesta

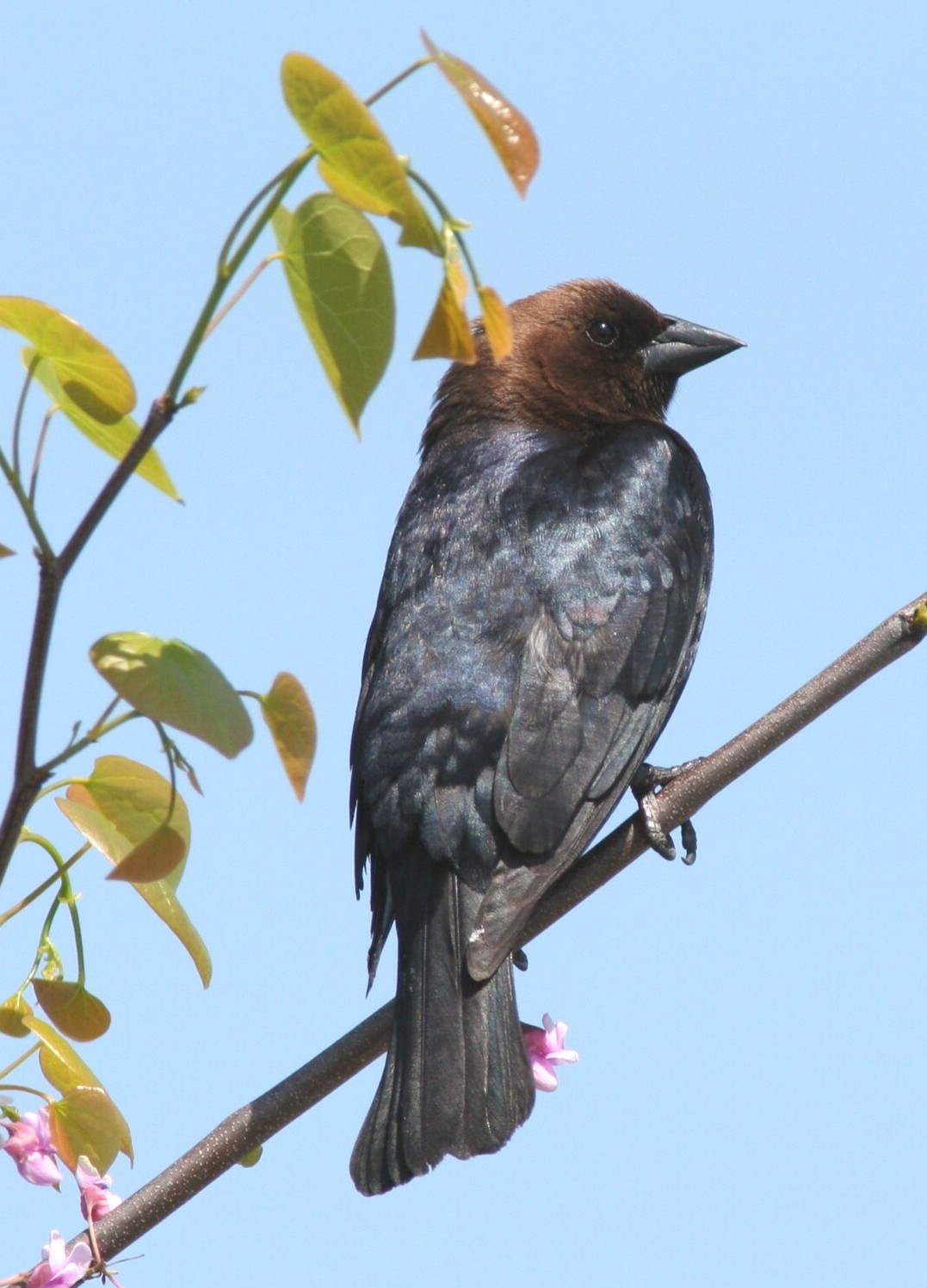
El tordo cabecicafé (Molothrus ater) parasita los nidos del tordo sargento.

El tordo sargento es víctima del parasitismo de puesta, en particular por parte del tordo cabecicafé (Molothrus ater), un ictérido cuya reproducción depende de la puesta de sus huevos en los nidos de otras aves. Se trata del único ictérido frecuentemente parasitado por el tordo cabecicafé. Aparentemente, en el extremo sur de Texas, los nidos de la subespecie A. p. megapotamus son vulnerados con bastante regularidad por el tordo ojirrojo (Molothrus aenus); también existen registros de nidos de megapotamus parasitados por tordos ojirrojos procedentes del estado mexicano de Tamaulipas.
La alimentación que los tordos sargento proporcionan a sus polluelos es adecuada para un buen desarrollo de los polluelos de tordo cabecicafé. Sin embargo, los polluelos de tordo cabecicafé en nidos con dos o más polluelos de tordo sargento tienen escasas probabilidades de supervivencia debido al mayor tamaño y a la agresividad de sus compañeros de nido. Por cada huevo de tordo cabecicafé depositado en un nido de tordo sargento, solo entre 0,13 y 0,27 polluelos llegarán a abandonarlo.
Las tres subespecies de tordo cabecicafé (Molothrus ater ater, M. a. artemisiae y M. a. obscurus) están involucradas en parasitaciones a nidos de tordos sargento. Hacia 1963, se reconocían las siguientes nueve razas de tordo sargento como víctimas del parasitismo del tordo cabecicafé: phoeniceus, littoralis, megapotamus, arctolegus, fortis, nevadensis, californicus, neutralis y sonoriensis. Las combinaciones subespecíficas registradas hasta entonces eran las siguientes: 
- M. a. ater parasitaba nidos de phoeniceus, littoralis, megapotamus, arctolegus y fortis;
- M. a. artemisiae tenía por huéspedes a arctolegus, fortis, nevadensis y californicus; y
- M. a. obscurus vulneraba los nidos de megapotamus, californicus, neutralis, littoralis y sonoriensis.[87]

### Reacciones del tordo sargento y costo reproductivo
El tordo sargento no reconoce los huevos extraños, y constituye una especie receptiva, es decir, acepta y empolla los huevos ajenos; no los expulsa de su nido como otras aves, a pesar de ser físicamente capaz de hacerlo. Por otro lado, tanto machos como hembras son agresivos hacia los tordos cabecicafé adultos. En un experimento, uno o dos de los miembros de cada pareja reaccionaron agresivamente en el 97,1% de los nidos cerca de los cuales se dispuso un espécimen muerto preservado de tordo cabecicafé hembra adulto. También son agresivos hacia los tordos cabecicafé machos: se sabe de casos en los que tordos sargento machos se unieron en la persecución de ejemplares masculinos de esta ave parasítica por varios cientos de metros. Cabe destacar, sin embargo, que esta hostilidad persiste solo durante la temporada reproductiva: tordos sargento y cabecicafé forman parte de las mismas bandadas y descansan en conjunto pacíficamente en otoño e invierno, lo cual difiere de lo sucedido con algunas aves hospedadoras del Viejo Mundo que muestran conductas agresivas hacia los parásitos de puesta durante todo el año.
En algunas ocasiones, cuando un tordo cabecicafé parasita un nido de tordo sargento antes de que este haya depositado alguno de sus huevos, el huésped abandona su nido. En un estudio en el sur de Wisconsin entre 1984 y 1997, más de un tercio de los nidos parasitados fue abandonado y, dado que las segundas puestas son más propensas a fracasar y —cuando tienen éxito— producen una menor cantidad de polluelos que logran abandonar el nido, esto implicó un importante costo reproductivo para las hembras que dejaban los nidos vulnerados y volvían a anidar. Además, se ha registrado en ocasiones una cantidad significativamente menor de polluelos de tordo sargento que llegaban a abandonar el nido tras parasitaciones debido a la costumbre del tordo cabecicafé de deshacerse de un huevo del huésped antes de depositar el suyo. Por otro lado, si no se toman en cuenta los casos en los que las hembras abandonan los nidos parasitados, las probabilidades de éxito de nidos parasitados y no parasitados son casi idénticas. Asimismo, los polluelos de tordo sargento en nidos parasitados se desarrollan de manera similar a aquellos en nidos no parasitados, pues el intruso no recibe una mayor cantidad de alimento que ellos. En vista de la restringida incidencia del parasitismo de puesta del tordo cabecicafé en nidos de tordos sargento y su aparentemente insignificante efecto sobre la mortalidad de los polluelos, parecería que este factor merece poca consideración respecto del éxito reproductivo del huésped.

### Incidencia del parasitismo de puesta
Las tasas de parasitismo de puesta del tordo cabecicafé en nidos de tordos sargento varían enormemente entre distintas regiones. En las regiones en las que anida en densas colonias en pantanos de totoras, sus nidos son parasitados con poca frecuencia; en cambio, cuando nidifican más esparcidamente y en arbustos, se vuelven víctimas frecuentes del parasitismo. En el este de Estados Unidos y Canadá rara vez son vulnerados, pero en las praderas centrales de ambos países la incidencia del parasitismo en nidos de esta especie es mayor. Hacia comienzos del siglo XX, la subespecie Agelaius phoeniceus fortis fue considerada uno de los huéspedes más comúnmente parasitados por Molothrus ater ater en el valle de Clear Creek (Colorado). En el condado de Decatur (Kansas), se halló, a principios del siglo XX, una incidencia parasítica en nidos de tordo sargento de alrededor de un 90%. Investigaciones realizadas en diferentes puntos de Estados Unidos y Canadá a lo largo de la segunda mitad del siglo XX han arrojado como resultado tasas de parasitismo extremadamente diversas que variaban entre el 0,0% (en pantanos de Ontario) y el 54,2% (en zanjas a los costados de carreteras en Nebraska).
| Estado/provincia, ciudad/condado/punto geográfico | Lugar/hábitat                                     | Fecha de las observaciones | Porcentaje de nidos parasitados | Notas y referencias                                                                                                |
| --- | ------------------------------------------------- | -------------------------- | ------------------------------- | --- |
| ¿?, Montañas Rocosas | ¿?                                                | Antes de 1977*             | 06,0% (3/50)                    | [ 83 ] [ 99 ] |
| Arkansas, ¿?; Illinois, ¿? | ¿?                                                | Antes de 1949***           | 02,1% (14/653)                  | Se registró una única parasitación doble. Solo uno de los 15 huevos eclosionó.                                     |
| California, ¿? | ¿?                                                | Antes de 1977*             | 00,6% (5/779)                   | [ 83 ] [ 99 ] |
| Colorado, condado de Boulder | Pantanos de totoras (9) y arboledas de sauces (2) | 1984                       | 07%                             | [ 47 ] |
| Colorado, condado de Boulder | Pantanos de totoras (9) y arboledas de sauces (2) | 1985                       | 13%                             | [ 47 ] |
| Colorado, condado de Boulder | Pantanos de totoras (9) y arboledas de sauces (2) | 1986                       | 10%                             | [ 47 ] |
| Dakota del Norte, Arrowwood National Wildlife Refuge | ¿?                                                | Antes de 1973***           | 76,5% (13/17)                   | [ 99 ] |
| Dakota del Norte, ¿? | Pantanos a los costados de carreteras             | Antes de 1982***           | 42,0%                           | [ 83 ] |
| Dakota del Sur, condado de Lincoln | ¿?                                                | 1975-1976                  | 52,8% (28/53)                   | Se registraron numerosas instancias de parasitismo múltiple.                                                       |
| Illinois, ¿? | Pantanos                                          | Antes de 1963***           | 02,1%                           | [ 83 ] |
| Kansas, condado de Decatur | ¿?                                                | Principios del siglo XX    | 90%, alrededor del              | [ 87 ] |
| Kansas, ¿? | Tierras altas                                     | Antes de 1976***           | 21,9%                           | [ 83 ] |
| Kansas, ¿? | Pantanos                                          | Antes de 1980***           | 31,0%                           | [ 83 ] |
| Luisiana, norte del estado | «Todos los principales tipos de hábitats.»        | 1963-1975                  | 01,6% (12/755)                  | Se registraron una parasitación triple y dos parasitaciones dobles.                                                |
| Manitoba, ¿? | ¿?                                                | Antes de 1977**            | 08,7% (62/707)                  | [ 83 ] [ 99 ] |
| Manitoba, cerca de Winnipeg | Humedales                                         | 1993-1999                  | 05-15% cada año                 | [ 105 ] |
| Maryland, Kent Island | ¿?                                                | 1958-1959                  | 01,3% (5/367)                   | Las parasitaciones en nidos de tordos sargento se producían invariablemente en los primeros nidos de la temporada. |
| Míchigan, ¿? | Pantanos                                          | Antes de 1955***           | 00,5%                           | Todos los nidos parasitados estaban aislados o en los perímetros de las colonias.                                  |
| Míchigan, condado de Washtenaw | ¿?                                                | 1946-1949                  | 05,0% (5/99)                    | No se registraron parasitaciones múltiples. Solo un huevo eclosionó y el polluelo no sobrevivió.                   |
| Nebraska, ¿? | Zanjas a los costados de carreteras               | Antes de 1962***           | 54,2%                           | [ 83 ] |
| Oklahoma, ¿? | Bosque en llanura inundable                       | Antes de 1963***           | 01,9%                           | [ 83 ] |
| Ontario, ¿? | Pantanos                                          | Antes de 1976***           | 00,0%                           | [ 83 ] |
| Ontario, ¿? | Tierras altas                                     | Antes de 1976***           | 22,8%                           | [ 83 ] |
| Ontario, ¿? | ¿?                                                | Antes de 1977**            | 02,5% (84/3376)                 | [ 99 ] [ 83 ] |
| Texas, costa del Golfo | ¿?                                                | Antes de 1977*             | 23,9% (17/71)                   | [ 99 ] [ 83 ] |
| Washington, condado de Grant | Pantanos (14)                                     | 1978, 1986-1988            | 07,7% (102/1325)                | Los autores advirtieron que este porcentaje podría ser en realidad un poco conservador.                            |
| Wisconsin, sur del estado | Pradera Newark Road y pradera Diehls              | 1984-1997                  | 16,8% (222/1320)                | Se registraron parasitaciones múltiples en 47 nidos (el 21,2% de los nidos parasitados).                           |
| Wisconsin, sur del estado | Pradera Diehls                                    | 1995                       | 15,1% (13/86)                   | No se registraron parasitaciones múltiples.                                                                        |
| Wisconsin, sur del estado | Pradera Diehls                                    | 1996                       | 24,3% (27/111)                  | Se registraron parasitaciones múltiples en 5 nidos (el 18,5% de los nidos parasitados).                            |
| *Estos datos no fueron extraídos de estudios de campo, sino de colecciones de museos. A ello se debe la falta de precisión en las fechas. |                                                   |                            |                                 | |
| **Estos datos no fueron extraídos de estudios de campo, sino de registros de nidos. A ello se debe la falta de precisión en las fechas. |                                                   |                            |                                 | |
| ***Los datos mostrados corresponden a estudios no consultados directamente que fueron reseñados en un paper (Freeman, Gori y Rohwer 1990) y en dos libros (Friedmann 1963 y Friedmann et alii 1977) que no especificaron las fechas de los estudios de campo. Los años mostrados corresponden a la publicación de los estudios originales no consultados. |                                                   |                            |                                 | |

### Efectos del momento de actividad del nido
En el susodicho estudio en el condado de Grant (centro de Washington), la tasa de parasitismo de puesta por parte del tordo cabecicafé se incrementó a medida que avanzaba la temporada reproductiva del tordo sargento: los primeros nidos casi nunca eran vulnerados mientras que los tardíos frecuentemente sufrían la intrusión del parásito. Una posible explicación consiste en que los tordos sargento simplemente no constituyen huéspedes predilectos y que los tordos cabecicafé sincronizan su temporada reproductiva de tal manera que se superponga con la de sus huéspedes preferidos, de nidificación tardía. Otra posibilidad podría ser que este fenómeno esté relacionado con el hecho de que cuando la época de reproducción ya está avanzada son menos las hembras presentes en las colonias que puedan participar en la defensa grupal de los nidos activos. La biología de los polluelos de tordo sargento sugiere una tercera hipótesis. La probabilidad de que los polluelos mueran en el nido disminuye dramáticamente después del primer mes de la temporada reproductiva de esta ave hospedadora. Debido a que su descendencia tiene menos probabilidades de morir de inanición en la época de reproducción tardía, podría ser provechoso para las hembras del parásito depositar sus huevos en esos nidos, incluso siendo mayor entonces el peligro de depredación. Puesto que los tordos sargento son un 50% más grandes que los tordos cabecicafé, los polluelos de esta especie podrían tener pocas posibilidades de sobrevivir al competir con los del huésped durante las primeras semanas de la temporada reproductiva, en las que el alimento es limitado.
Por otro lado, en Kent Island (Maryland), en 1958 y 1959, los pocos casos descubiertos de parasitismo de puesta en nidos de tordos sargento correspondían invariablemente a los primeros nidos de la temporada, lo cual aparentemente se debería a que esta ave comienza a anidar antes que la mayoría de las especies de paseriformes y a que los tordos cabecicafé empiezan a depositar sus huevos aproximadamente al mismo tiempo que los tordos sargento; sin embargo, según esta misma fuente, el parásito parecía no perturbar los nidos de tordos sargento ya más avanzada la temporada reproductiva cuando aumentaba la disponibilidad de nidos de otros huéspedes. De manera similar, en el norte de Luisiana entre 1963 y 1975, se hallaron huevos parasíticos en nidos de esta especie entre el 30 de abril y el 29 de mayo y el apogeo de la puesta de huevos de los tordos cabecicafé parecía coincidir con el del tordo sargento; y en el condado de Boulder (Colorado) en 1985, los parásitos depositaron la mayor proporción de sus huevos en el momento cúspide de inicio de las puestas de los tordos sargento. También en Wisconsin se encontraron mayores niveles de parasitismo en nidos de tordo sargento durante la primera parte de la temporada reproductiva, en la cúspide de la época de reproducción.

### Efectos de la ubicación del nido
En el condado de Grant (centro de Washington), el 21,5% de los casos registrados de parasitismo de puesta en nidos de tordo sargento se produjo en nidos inactivos después de que la nidada hubiera sido aniquilada por depredadores o se hubiera independizado. Debido a que varios de estos nidos inactivos recibieron más de un huevo del intruso, considerablemente más de un huevo sobre cinco fue depositado en un nido en el que no tenía posibilidades de eclosionar. Los pantanos con más árboles presentaban un menor porcentaje de huevos de tordo cabecicafé depositados en nidos inactivos de tordos sargento, aunque el número de árboles no afectaba la tasa de parasitismo total en los distintos pantanos. Esto probablemente se deba a que las hembras de tordo cabecicafé podían posarse en o cerca de los pantanos en presencia de árboles y así evaluar la actividad en los nidos, lo que les permitiría escoger mejor cuál parasitar. Por otro lado, en el sur de Wisconsin los nidos de tordo sargento parasitados eran significativamente más proclives a ubicarse cerca de árboles que los no parasitados. Otras variables, como la distancia a puntos de observación que no fueran árboles —como vegetación no leñosa o postes de cercos, los cuales al ser tan frecuentemente usados por los tordos sargento machos probablemente no fueran muy utilizados por los tordos cabecicafé—, la altura y grado de exposición del nido y el grado de agresividad por parte de los tordos sargento adultos, no incidieron significativamente en las tasas de parasitismo en ese estudio.
En las praderas de pasto alto del sur de Wisconsin, se descubrió que las probabilidades de parasitismo en nidos de tordo sargento aumentaban con la proximidad al borde de un hábitat —en este caso, las áreas entre las praderas y terrenos agrícolas o segmentos de bosque— o a una carretera y con la distancia desde superficies quemadas.

### Efectos de la defensa grupal y la nidificación colectiva
Las colonias densas de tordos sargento presentan tasas más bajas de parasitismo, lo que sugiere que la defensa grupal contra los tordos cabecicafé juega un papel importante en su disuasión. Tal como podría esperarse, son justamente las aves que anidan en densidades altas en colonias de pantanos las que participan más a menudo en ataques colectivos hacia el intruso. En regiones en las que los tordos sargento anidan mayormente en colonias en pantanos de totoras (el este de Estados Unidos y Canadá), no constituyen un huésped habitual del tordo cabecicafé; sin embargo, en otras áreas en las que construyen sus nidos de manera más esparcida sobre arbustos, estos son parasitados a menudo. Pareciera que, aunque no puedan penetrar en colonias densas, los tordos cabecicafé son relativamente libres de merodear en hábitats de tierras altas en donde los tordos sargento se encuentran demasiado dispersos para coordinar un ataque en conjunto efectivo. Ninguno de los 363 nidos en cinco colonias en pantanos en el área de Kingston (Ontario) en 1972 y 1973 fue parasitado, mientras que el 22,8% de 35 nidos en tierras altas lo fue. Las aves que anidan en densidades altas se benefician de una detección más efectiva de los tordos cabecicafé y de los depredadores, además de las ventajas que proporciona la defensa grupal para ahuyentarlos. Las respuestas de defensa grupal parecen no estar relacionadas con la etapa de nidificación de los individuos involucrados en la persecución, ya que los tordos cabecicafé son atacados colectivamente tanto por machos en cuyos nidos los huevos aún no han eclosionado como por otros que ya tienen polluelos.
En Wisconsin, se examinaron los efectos de la nidificación en colonias de tordos sargento sobre el parasitismo del tordo cabecicafé y se registró una relación positiva significativa entre la cantidad de nidos comenzados por día y la proporción de nidos parasitados, lo que sugería que la nidificación colectiva no repercutía en una menor amenaza de parasitación. No obstante, la sincronización en la puesta de huevos aparentemente contribuía a reducir el riesgo de parasitismo. Los nidos vulnerados tenían períodos de puesta menos sincronizados con los de sus vecinos más cercanos y se encontraban más alejados del nido simultáneamente activo más próximo —es decir, estaban más aislados— que en el caso de los nidos sin parasitar. En un estudio en Míchigan en el que se encontró una tasa parasítica de un nido sobre 185, se descubrió que todos los nidos parasitados estaban aislados o en los perímetros de las colonias, a treinta metros o más del nido de tordo sargento más cercano. Esto se debe a que es posible que un tordo cabecicafé aove en un nido solitario sin ser descubierto y perseguido, no así en una colonia.
Una manera de determinar si la baja incidencia del parasitismo sobre esta especie en algunas áreas se debe exclusivamente a la defensa grupal de los nidos o si una escasa predilección por el tordo sargento como huésped de los huevos del intruso constituye también un factor a tener en cuenta consiste en evaluar el grado de parasitismo sufrido por nidos de otras especies que aniden entre las colonias de tordos sargento. Si la defensa del nido es la única explicación para la baja incidencia parasítica que disfrutaban los tordos sargento, las demás especies que se reprodujeran junto a esta deberían también experimentar niveles reducidos de parasitismo pues la «defensa comunal» debería mantener a raya a los tordos cabecicafé respecto de toda el área. Sin embargo, se tiene noticia de casos en los que chipes de cara negra (Geothlypis trichas) y gorriones coronirrufos pantaneros (Melospiza georgiana) sufrían niveles altos de parasitismo en sitios en los que los nidos de tordos sargento no habían sido vulnerados en absoluto o lo habían sido en una baja proporción. Esto apoya la hipótesis de que las preferencias del parásito respecto de otras aves hospedadoras influyen sobre la escasa cantidad de nidos de tordos sargento parasitados en ciertas regiones. Empero, otras observaciones sugieren que la tendencia de los tordos sargento a ahuyentar a estos intrusos efectivamente repercute en una menor tasa parasítica en nidos cercanos de víreos y chipes.